# Hamburg-Hamm

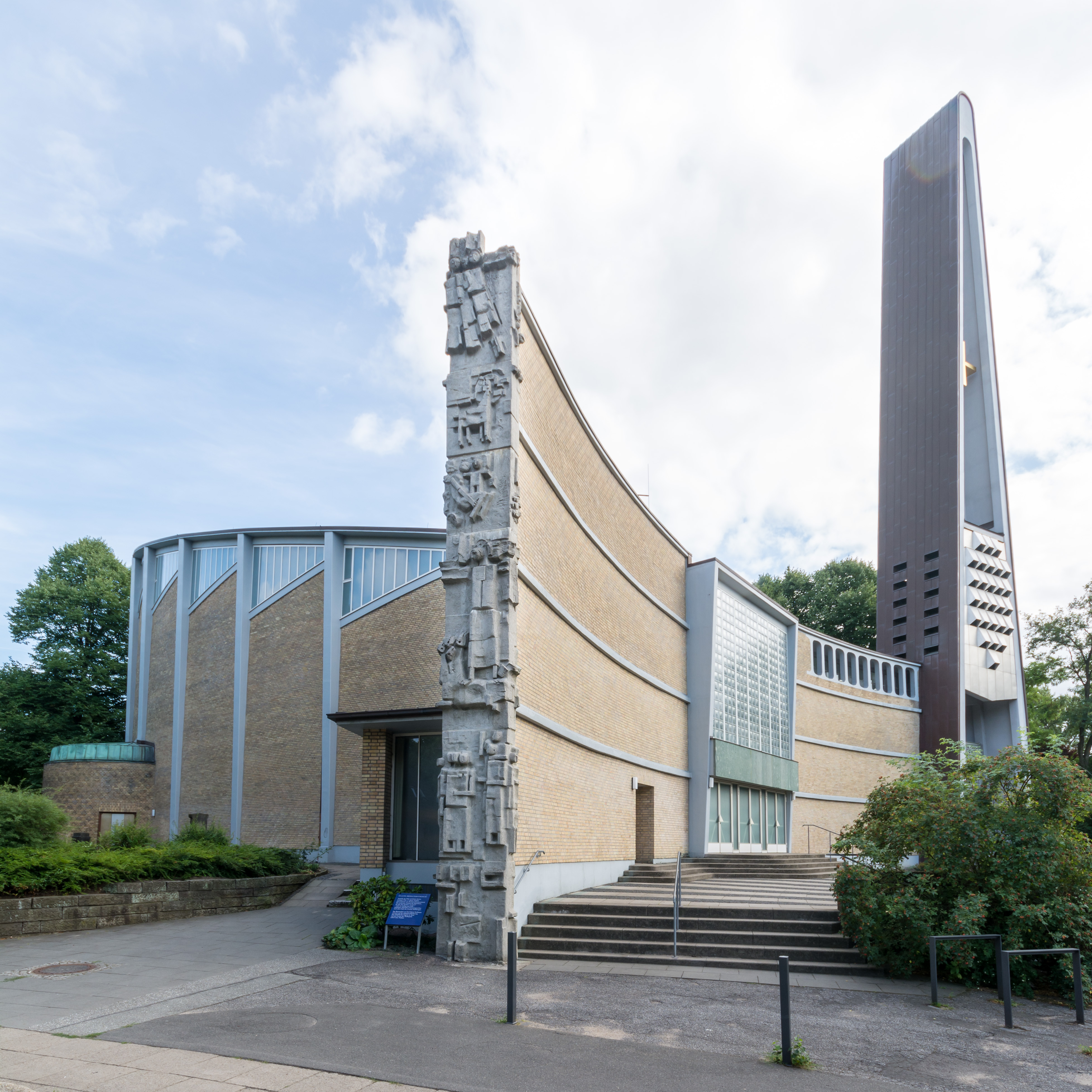
Wahrzeichen des Stadtteils: Die „Hammer Kirche“ mit ihrem charakteristischen Turm

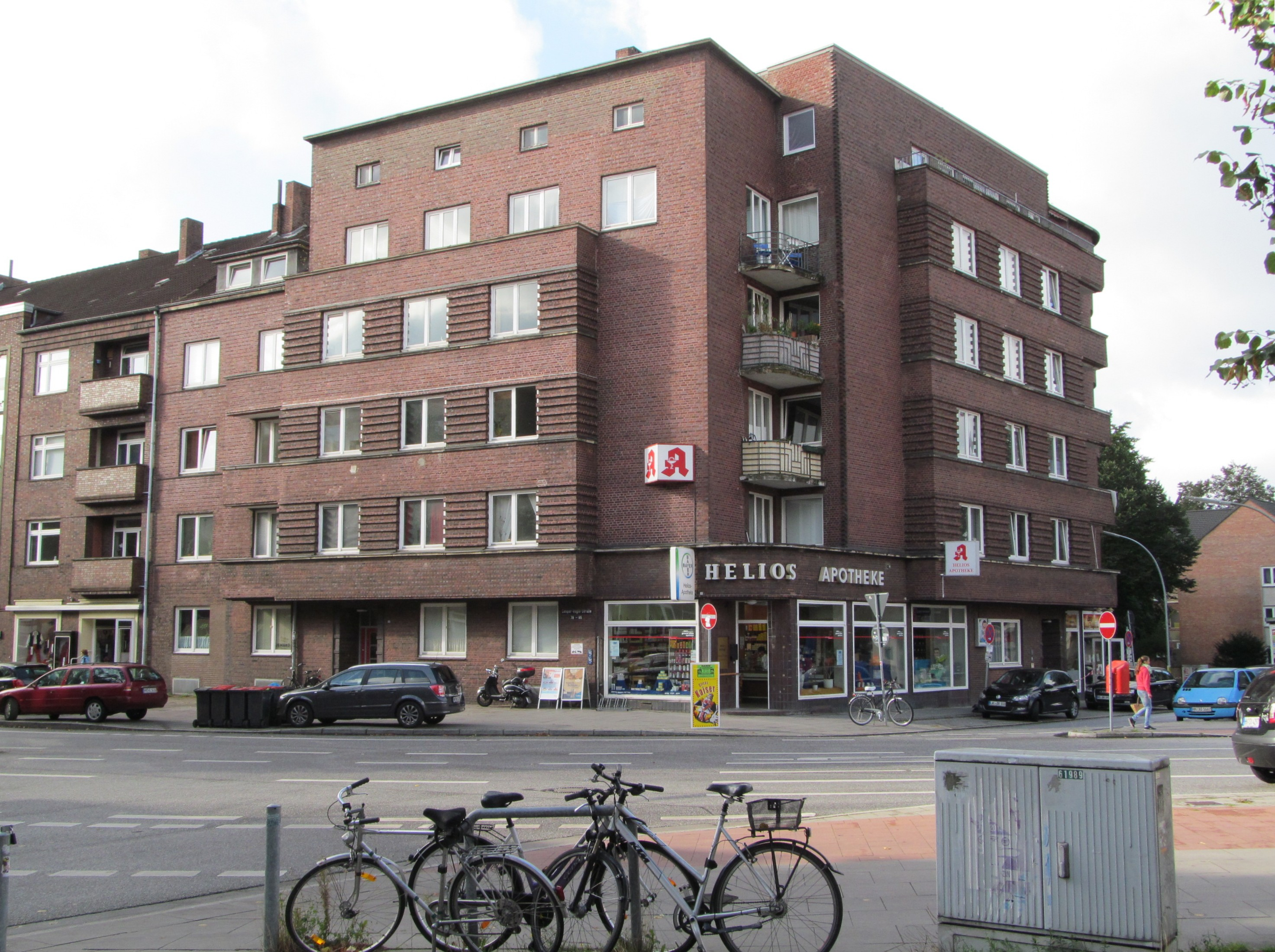
Typischer Backsteinbau der 1920er Jahre beim Bahnhof Hasselbrook

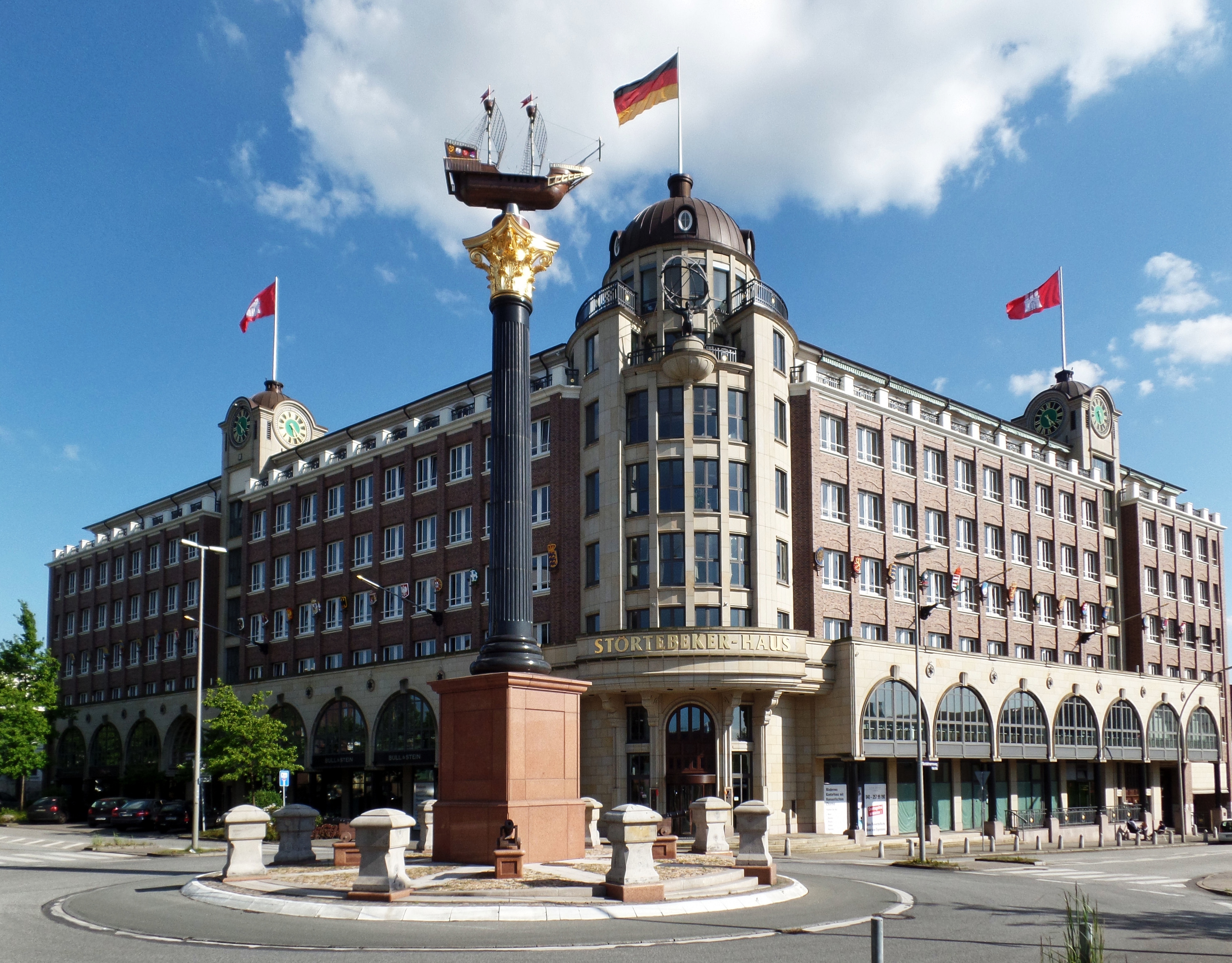
Historisierender Kontorhaus-Neubau „Störtebeker-Haus“ in Hamm-Süd

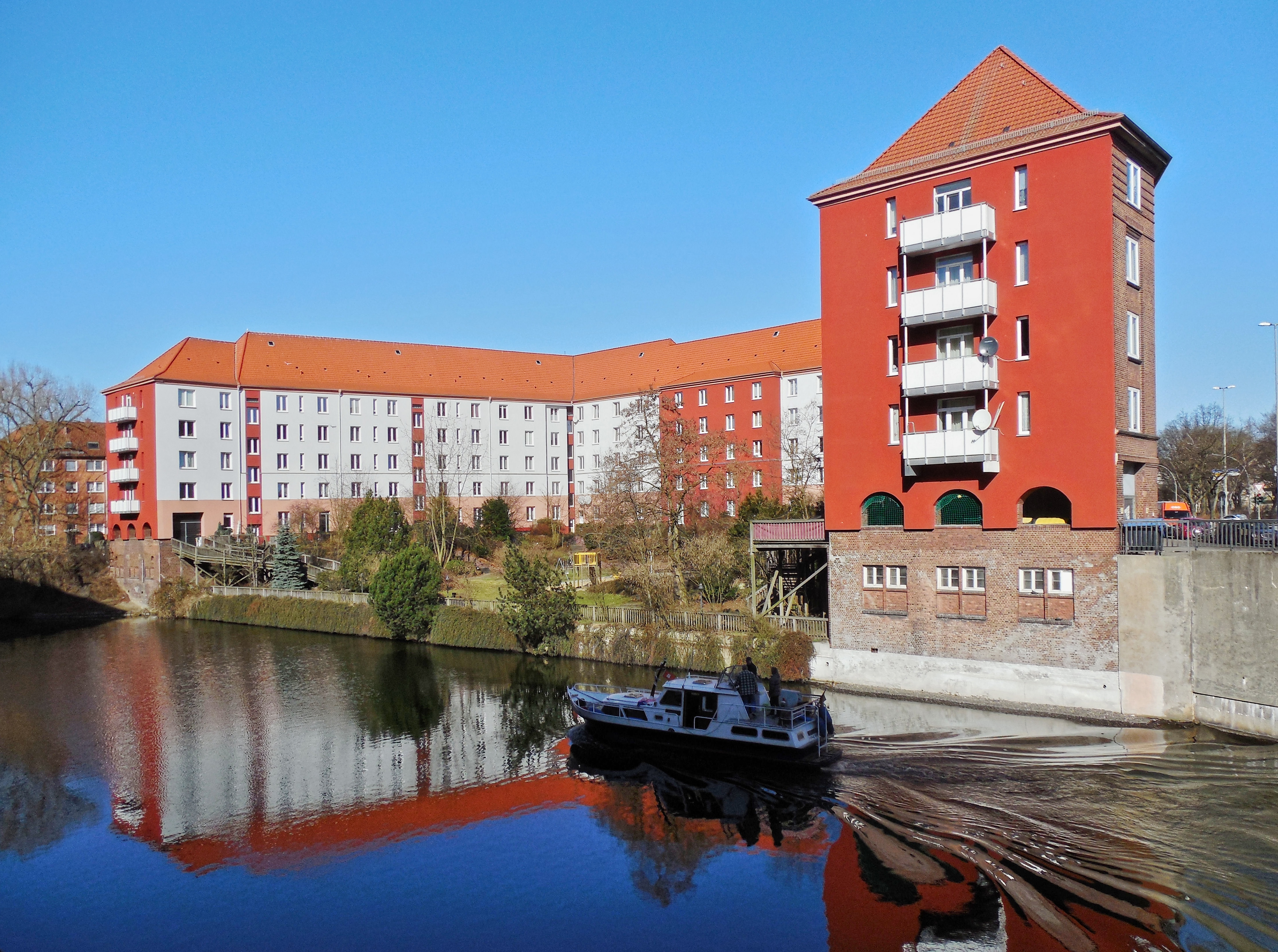
Wohnen am Wasser in Hamm-Süd

Hamm ist ein Stadtteil im Bezirk Hamburg-Mitte der Freien und Hansestadt Hamburg. Einst ein bevorzugter Villenvorort wohlhabender Kaufleute, wuchs es in der ersten Hälfte des 20. Jahrhunderts zu einem der bevölkerungsreichsten Stadtteile heran, bevor es im Zweiten Weltkrieg nahezu vollständig zerstört wurde. Zwischen 1951 und 2010 war Hamm in drei Stadtteile (Hamm-Nord, -Mitte und -Süd) gegliedert. Auf Initiative der Bezirksversammlung wurden diese zum 1. Januar 2011 wieder zu einem Stadtteil vereinigt.

## Geographie
Hamm liegt etwa 2,6 Kilometer östlich des Hamburger Hauptbahnhofes. Es grenzt im Westen an Borgfelde und Hammerbrook, im Norden an Eilbek, im Osten an Marienthal und Horn sowie im Süden an Rothenburgsort.
Landschaftlich wird Hamm durch seine Lage am Nordrand des eiszeitlichen Elbe-Urstromtals geprägt und gegliedert: Während der nördliche Teil Hamms („Oben-Hamm“) einschließlich des Hammer Parks und des alten Dorfkerns auf dem Geestrücken liegt, gehört der südliche Teil („Unten-Hamm“, ehemals Hamm-Mitte und Hamm-Süd) zur rund 10 bis 15 Meter tiefer gelegenen Elbmarsch (vgl. auch Hammerbrook, niederdt. -bruch).
Hamm wird von mehreren in west-östlicher Richtung verlaufenden Verkehrsachsen durchschnitten, an denen sich auch die langjährige Gliederung in Hamm-Nord, -Mitte und -Süd orientierte. So bildete die Hammer Landstraße (mit den parallel verlaufenden U-Bahn-Linien U2 und U4) die Grenze zwischen Hamm-Nord und -Mitte, die Eiffestraße (B 5) hingegen diejenige zwischen Hamm-Mitte und -Süd.

## Name
Der Name Hamm wird zurückgeführt auf die sächsischen Wörter Ham, Hamme, Hemm oder Hemme und ist Bestandteil in mehreren Ortsbezeichnungen nördlich der Elbe. Die Bedeutung ist jedoch nicht zweifelsfrei festgestellt, so übersetzt ihn der Historiker Otto Clausen mit „Wald“, der Ortsnamenforscher Wolfgang Laur hingegen mit „Land in einer Flussbiegung“. Im Fall des Stadtteils hat „Wald“ eine Grundlage in der Entstehungsgeschichte: Hamm war eine altsächsische Siedlung in einem großen Waldgebiet, das sich über den Geestrücken zog. Der Bestandteil Ham im Namen „Hamburg“ verweist jedoch auf die frühe Siedlung an der Alsterschleife. Es gibt unbelegte Vermutungen, dass die Hammaburg nach dem alten Dorf Hamm benannt wurde.

## Statistik
(Quelle: )
- Anteil der unter 18-Jährigen: 11,9 % [Hamburger Durchschnitt: 16,8 % (2023)]
- Anteil der Haushalte mit Kindern: 11,3 % [Hamburger Durchschnitt: 17,8 % (2023)]
- Anteil der über 64-Jährigen: 13,4 % [Hamburger Durchschnitt: 17,8 % (2023)]
- Ausländeranteil: 22,1 % [Hamburger Durchschnitt: 20,7 % (2023)]
- Anteil von Leistungsempfängern nach SGB II: 10,1 % [Hamburger Durchschnitt: 10,0 % (2023)]
- Arbeitslosenquote: 6,5 % [Hamburger Durchschnitt: 6,2 % (2023)]

Hamm zählt zu den weniger wohlhabenden Hamburger Stadtteilen. Die durchschnittlichen jährlichen Einkünfte pro Steuerpflichtigen betrugen hier im Jahre 2020 etwa 32.607 Euro und sind deutlich geringer als der Hamburger Durchschnitt (48.035 Euro).
In Hamm befinden sich 26.185 Haushalte. Die überwiegende Mehrheit der Hammer Bevölkerung ist im erwerbsfähigen Alter (74,7 %). Personen unter 18 und über 65 Jahren machen zusammengerechnet einen Bevölkerungsanteil von nur 25,3 % aus (Hamburg gesamt: 34,6 %).

## Wohnen
Im Stadtteil befinden sich aktuell 2.273 Wohngebäude mit etwa 22.000 Wohnungen. Die durchschnittlichen Wohnungsgröße liegt bei 57,4 Quadratmeter. Der überwiegende Anteil der Haushalte sind Einpersonenhaushalte. Der Anteil von Sozialwohnungen beträgt 5,5 Prozent. Die Immobilienpreise (Eigentumswohnungen je Quadratmeter) in Hamm sind, nach Daten von Statistikamt Nord, seit 2004 um mehr als 41 Prozent gestiegen, wobei zuletzt eine starke Beschleunigung des Preisanstieges feststellbar war: So war allein zwischen den Jahren 2011 und 2012 ein Preisanstieg von mehr als 26 Prozent zu verzeichnen. Im Februar 2014 ging Hamm erstmals als beliebtester Stadtteil unter allen Hamburger Stadtteilen aus einer Marktstudie hervor.

## Geschichte

### Ursprünge

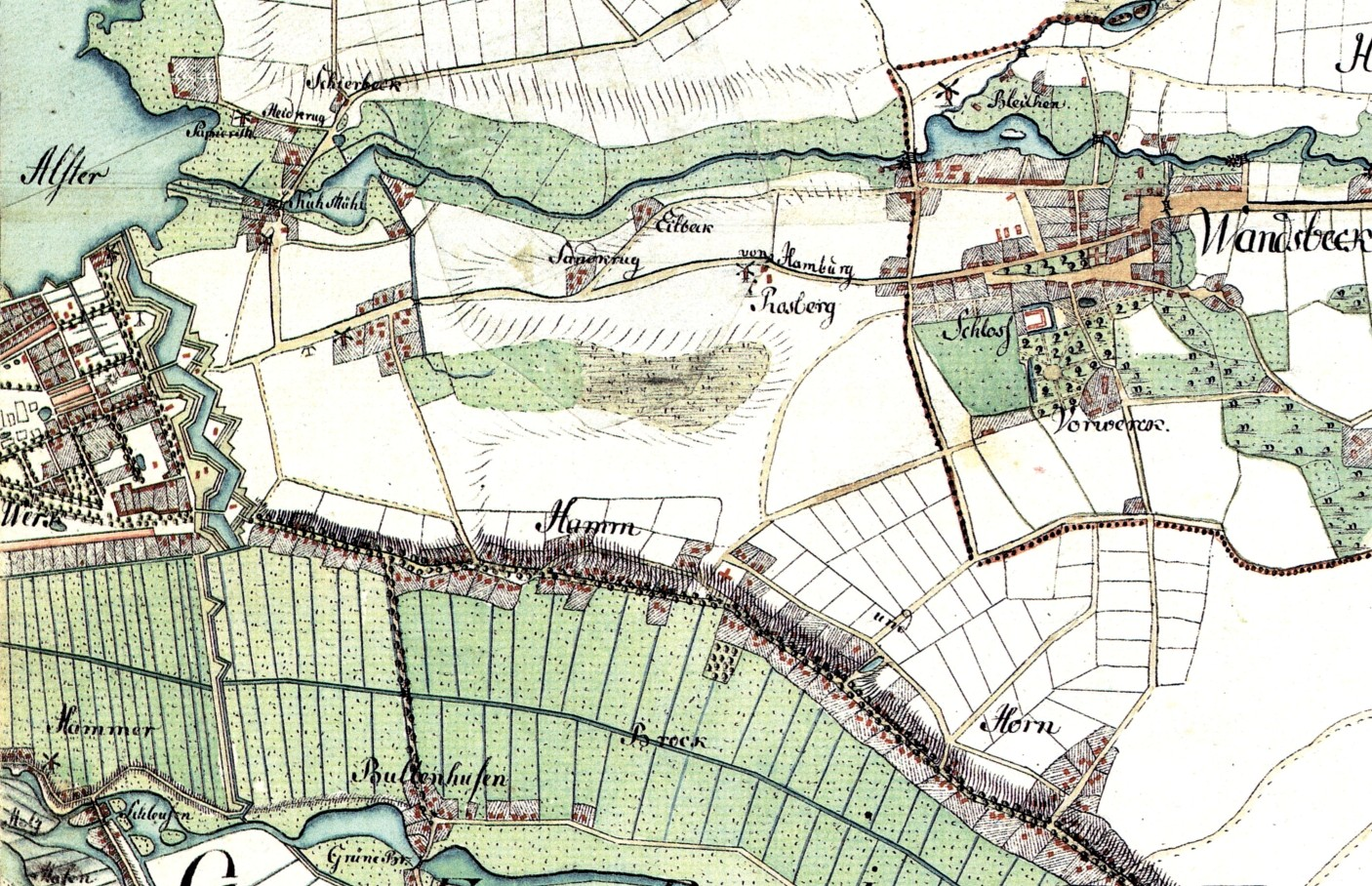
Auf der Varendorf-Karte von ca. 1790 erscheint Hamm bereits als langgestreckte Kette von Gartenhäusern. Am linken Bildrand der Festungswall und -graben vor St. Georg, rechts oben das Gut Wandsbek.

Die erste urkundliche Erwähnung stammt aus dem Jahre 1256, als die beiden Grafen Johann und Gerhard von Schauenburg-Holstein ihre östlich von Hamburg zwischen den Dörfern „Hamme“ und „Eilenbeke“ gelegenen Ländereien an die Stadt Hamburg verpachteten. 1383 verpfändete Graf Adolf VII. von Holstein-Kiel seinen Besitzanteil in Hamm und Hammerbrook zunächst an die Stadt Hamburg und verkaufte ihn einige Jahre später an diese. Die übrigen Hammer Ländereien befanden sich bereits seit 1288 im Besitz des Hamburger Domkapitels, das diese 1566 ebenfalls an die Stadt veräußerte. Bereits um 1410 war die Landherrenschaft Hamm und Horn gebildet worden, zu der auch die heutigen Stadtteile St. Georg, Borgfelde, Eilbek, Uhlenhorst, Hammerbrook und Fuhlsbüttel gehörten.

### Vom Villenvorort zum Stadtteil

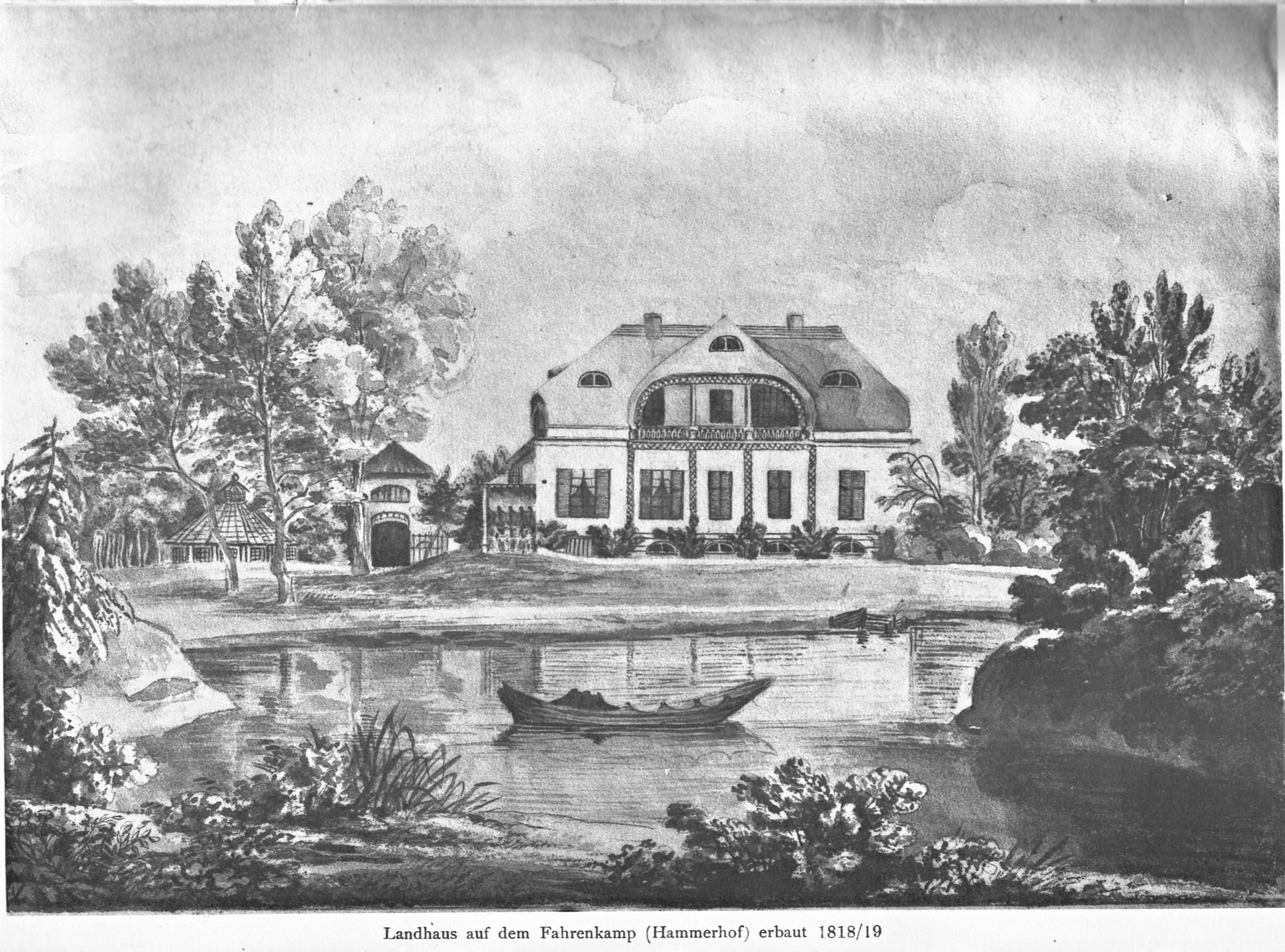
Landhaus „Hammer Hof“ um 1820

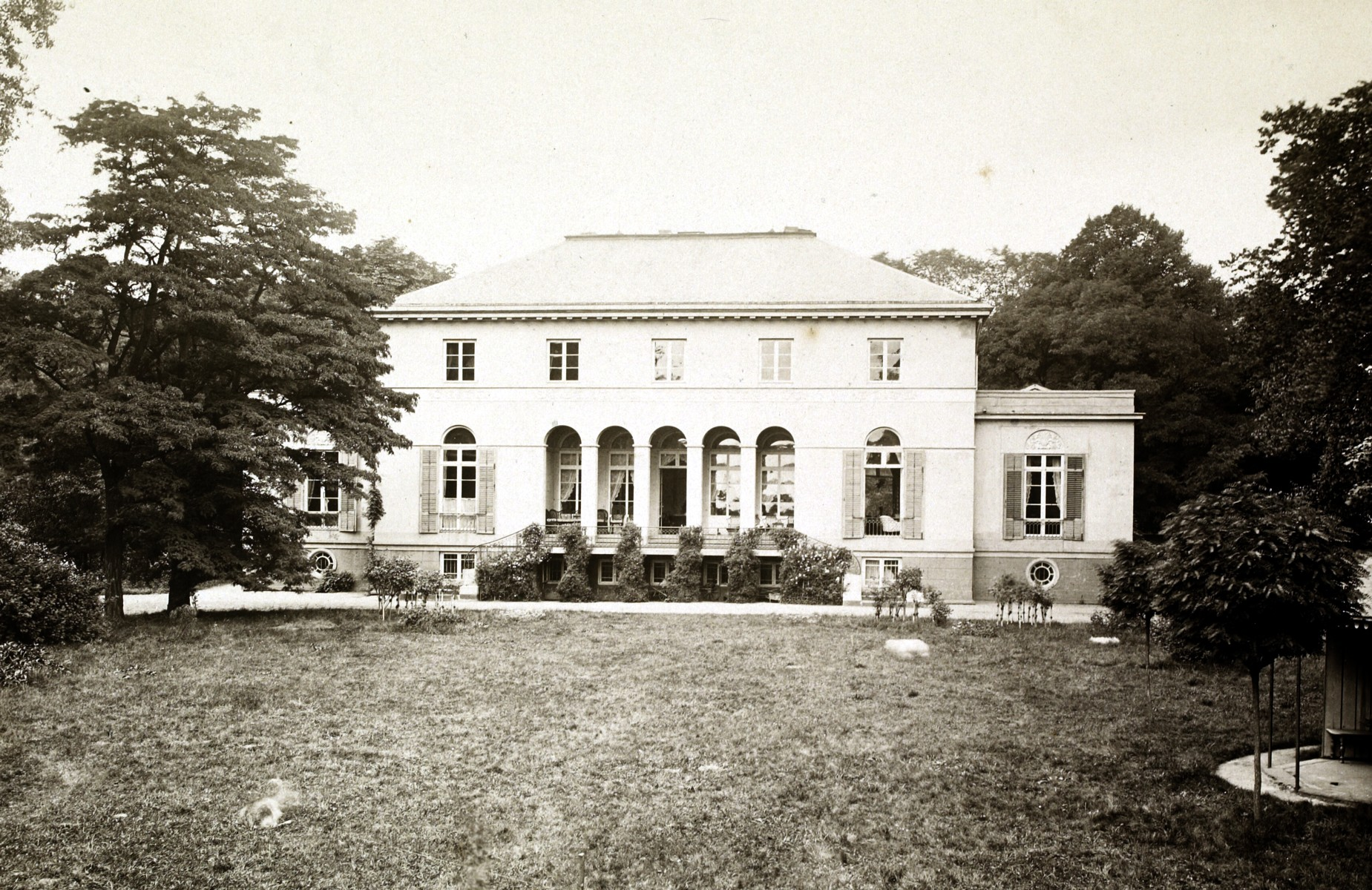
Landhaus Rücker um 1900

Villa Ohlendorff um 1900

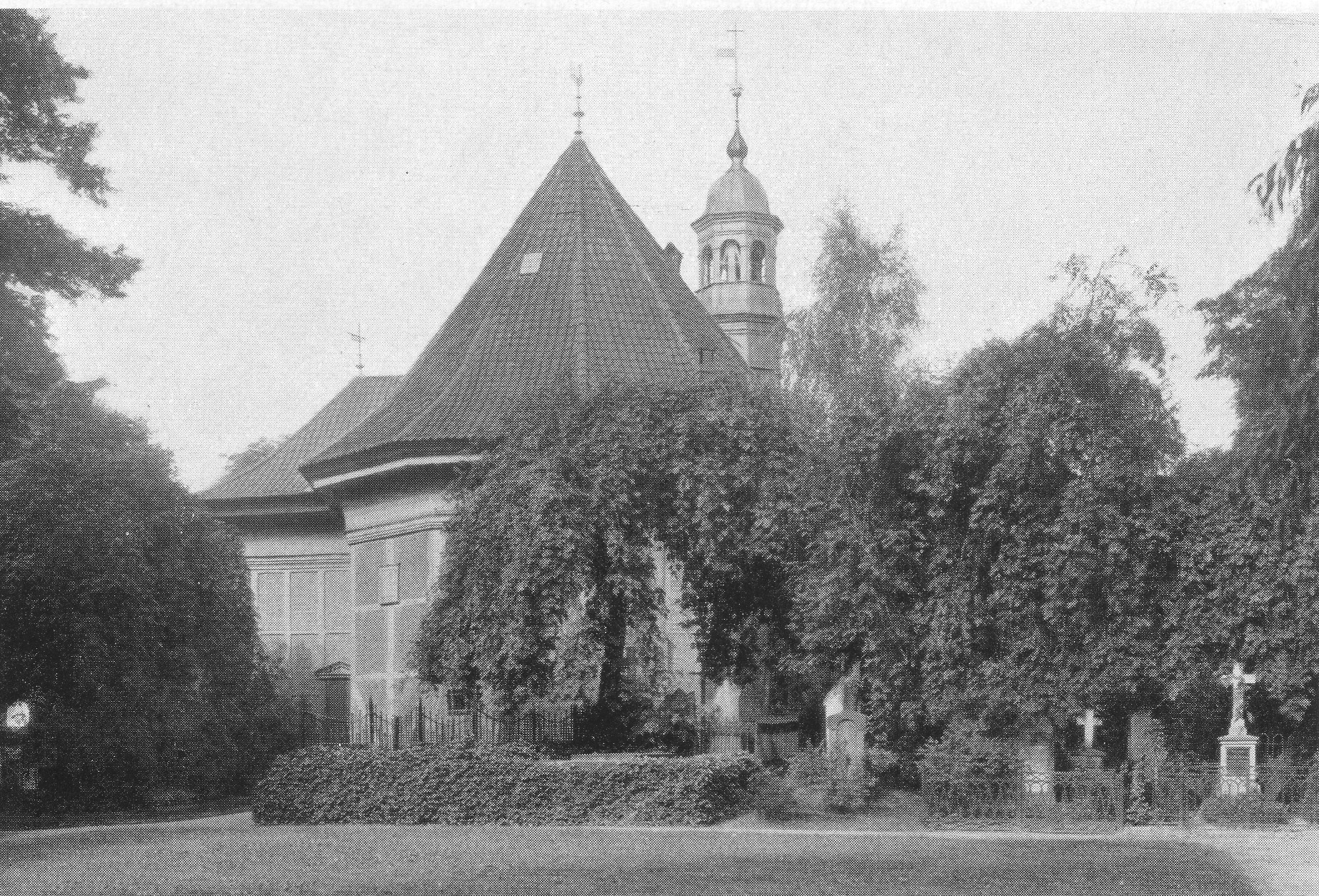
Hammer Kirche und Friedhof um 1900

Seit dem 17. Jahrhundert begann sich der dörfliche Charakter Hamms allmählich zu ändern, als wohlhabende Hamburger Bürger vor allem entlang der Hammer Landstraße Land kauften und Sommerhäuser erbauten. Viele Straßennamen (z. B. Beltgens Garten, Borstelmannsweg, Droopweg, Dobbelersweg) erinnern noch heute an die einstigen Besitzer. Diese Neubürger veranlassten auch den Bau der 1693 geweihten Dreifaltigkeitskirche zu Hamm. 1781 kaufte der aus Genf stammende Kaufmann Jaques de Chapeaurouge einen Teil des Hammer Waldes und legte dort den Grundstein für den heutigen Hammer Park. Das Anwesen ging später durch Heirat in den Besitz der Familie Sieveking über und entwickelte sich im Laufe des 19. Jahrhunderts zu einem kulturellen und gesellschaftlichen Mittelpunkt Hamburgs, als zahlreiche bekannte Persönlichkeiten im „Hammer Hof“ verkehrten.
Im Belagerungswinter 1813/14 wurde Hamm von den Franzosen niedergebrannt, um freies Schussfeld gegen das anrückende russische Heer zu schaffen; an die damaligen Opfer erinnert ein Mahnmal auf dem alten Hammer Friedhof. Nach dem Großen Hamburger Brand von 1842 ließen sich viele Sommerhausbesitzer dauerhaft in Hamm nieder, und seit der Aufhebung der Torsperre 1860 wanderten immer mehr Hamburger Bürger ins Umland ab. Um der zunehmenden Verstädterung gerecht zu werden, schied Hamm 1871 aus der Landherrenschaft aus und wurde als Vorort unter städtische Verwaltung gestellt. 1894 erfolgte schließlich die vollständige Eingemeindung als Stadtteil.
Etwa zur gleichen Zeit begann von Westen her die Aufschüttung des sumpfigen Marschlandes im Süden, um zusätzliches Bauland zu gewinnen. Die bereits ab 1842 angelegten Hammerbrooker Kanäle wurden nach Osten verlängert und dienten sowohl der Entwässerung als auch als Transportwege. Ein von Grundeigentümern gegründetes „Konsortium Hammerbrook“ sorgte für den Bau einer Feldbahn, die ab 1906 Sand aus den Boberger Dünen herbeischaffte, um das Gelände mehr als fünf Meter anzuheben. In der Folge wurden die neu gewonnenen Flächen intensiv mit Mietskasernen (so genannten „Schlitzbauten“) bebaut, die vor allem von Arbeitern und Kleingewerbetreibenden bewohnt werden. Der proletarische Charakter Süd-Hamms bildete einen starken Kontrast zum eher bürgerlich geprägten Norden, so dass die damals volkstümlich werdende Unterscheidung in „Oben-“ und „Unten-Hamm“ zugleich eine soziale Abgrenzung ausdrückt. Um diesen Gegensatz zu mildern, entstand in den 1920er und 1930er Jahren nach Plänen des damaligen Stadtbaudirektors Fritz Schumacher ein neues Wohngebiet im äußersten Osten Hamms – zwischen Hammer Steindamm und der damaligen Stadtgrenze zu Wandsbek bis hinunter zum Osterbrookviertel.

### Zerstörung und Wiederaufbau

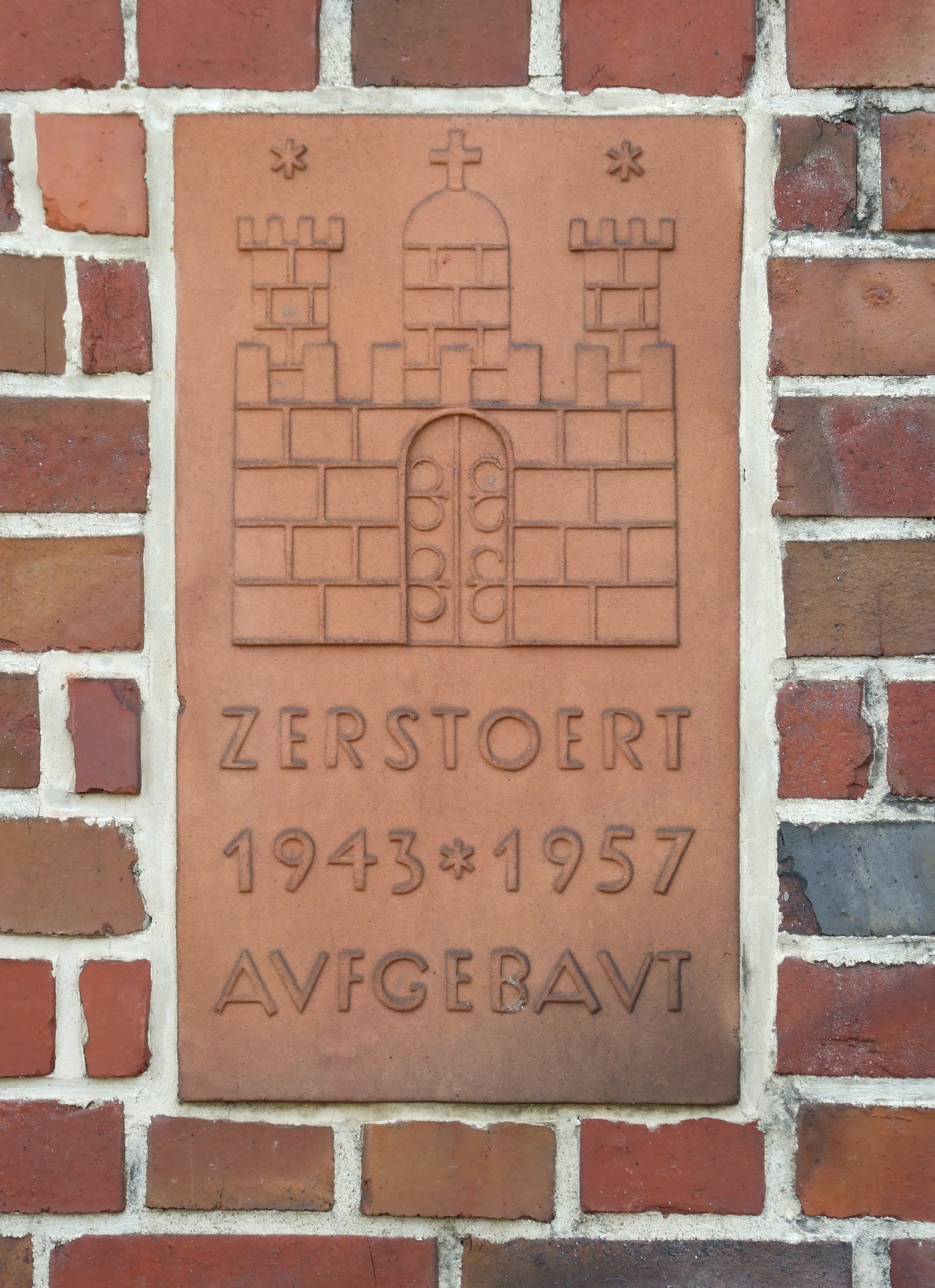
An zahlreichen Häusern in Hamm erinnern Gedenktafeln wie diese an die Zerstörung des Stadtteils im Juli 1943

Im Zweiten Weltkrieg wurde Hamm bei alliierten Luftangriffen im Rahmen der Operation Gomorrha im Juli 1943 fast vollständig zerstört. Tausende Menschen kamen im Feuersturm um; die Überlebenden flohen aufs Land oder zogen in Notunterkünfte (Nissenhütten) und Schrebergarten-Häuschen. Die über Hamm verteilten zahlreichen Luftschutzbunker sowie das in einem Röhrenbunker eingerichtete Bunkermuseum im Garten der Wichernkirche erinnern noch heute an die Schrecken des Krieges.
Seit Anfang der 1950er Jahre bauten vor allem Wohnungsbaugenossenschaften das zerstörte Hamm wieder auf. Dabei wurden, um die Wohnungsnot schnell zu beheben, vor allem viele kleine Wohnungen gebaut, was heute ein Problem für die Stadtteilentwicklung darstellt, da vor allem Familien mit Kindern kaum angemessenen Wohnraum finden. Zudem wurde der einstmals dicht besiedelte Südteil nach dem Krieg fast vollständig entvölkert und fortan gewerblich genutzt; Wohnbebauung findet man dort lediglich noch im Osterbrookviertel.

### Einwohnerentwicklung
- 1811: 00 852[10]
- 1866: 03.162[10]
- 1894: 14.697[11]
- 1910: 44.624[12]
- 1925: 73.628[12]
- 1939: 90.316[10]
- 1946: 07.489[10]
- 1959: 53.835[10]
- 1990: 36.355
- 2012: 37.607
- 2015: 37.948[13]

### Persönlichkeiten
- Amandus Augustus Abendroth, Senator und Bürgermeister, begraben auf dem Hammer Friedhof
- Cisco Berndt, Musiker und Gründungsmitglied von Truck Stop hat hier gewohnt
- Johannes Brahms lebte einige Jahre in der Schwarzen Straße
- Joachim Heinrich Campe betrieb am Hammer Deich eine Schule und schrieb hier seinen Jugendroman „Robinson der Jüngere“
- Jaques de Chapeaurouge, Kaufmann und Begründer des Hammer Parks
- Jean Dauphin de Chapeaurouge, 1. Stellvertretender Bürgermeister 1811–1813
- Walter Giller wuchs als Sohn eines in Hamm praktizierenden Kinderarztes auf
- Helmut Griem ging auf das Hammer Kirchenpauer-Gymnasium und machte dort sein Abitur
- Hansen-Bahia, Maler und Grafiker, wuchs in Hamm-Süd auf
- Martin Irwahn, Maler und Bildhauer wohnte und arbeitete (mit anderen Künstlern) im Ohlendorffhaus (Villa Ohlendorff), bis es 1943 ausgebombt wurde
- Maximilian Jahns hatte in der Hammer Landstraße sein Atelier, das 1943 ausgebombt wurde
- Max Mendel, Konsumgenossenschafter und Senator (SPD) wohnte zuletzt in der Hammer Landstraße 59.
- John Neumeier, Gründer und Leiter der Ballettschule des Hamburg Balletts in der Caspar-Voght-Straße
- Heinrich Ohlendorff, Kaufmann, seinerzeit reichster Hamburger und Besitzer einer Villa in Hamm
- Johann Heinrich Ohlendorff, Landschaftsgärtner und Betreiber einer Baumschule in Hamm
- Julius Adolf Petersen, alias „der Lord von Barmbeck“, Berufsverbrecher, geboren und aufgewachsen im Borstelmannsweg
- Arno Schmidt, Schriftsteller, lebte bis zu seinem 14. Lebensjahr in „Unten-Hamm“ (Rumpffsweg 27)
- Karl Sieveking, Hamburgischer Senatssyndikus, Besitzer des Hammer Hofs und Förderer der Künste und des Rauhen Hauses
- Wolfgang Walter, Chemiker und ordentlicher Professor für Theoretisch-organische Chemie in Hamburg, erhielt 1938 sein Abitur am Kirchenpauer-Realgymnasium

## Religionen

### Christentum
Wie das gesamte Hamburger Umland war auch Hamm seit der Reformation lange Zeit evangelisch-lutherisch geprägt. Seit dem Bau der ersten Dreifaltigkeitskirche im Jahre 1693 besteht eine eigene Hammer Gemeinde, die anfangs auch Horn und einen Teil von Eilbek umfasste. Im 19. und 20. Jahrhundert wurden für die wachsende Bevölkerung mehrere Tochtergemeinden gegründet (Dankeskirche 1895, Wichernkirche 1934, Pauluskirche 1955, Simeonkirche 1965/66). Ein Teil davon schloss sich 1999 aufgrund sinkender Mitgliederzahlen und Kirchensteuereinnahmen wieder zu einer Gemeinde zusammen, der zurzeit rund 7400 Gläubige angehören; die Wichernkirche blieb selbständig.
Daneben bestehen seit den 1920er-Jahren eine eigene römisch-katholische Gemeinde (Herz Jesu Hamm) sowie mehrere evangelische Freikirchen (evangelisch-methodistische Christuskirche, Evangelisch-Freikirchliche Gemeinde Hamburg-Hamm (Baptisten), Dreieinigkeitskirche der SELK).
In jüngerer Zeit kam noch die griechisch-orthodoxe Gemeinde (Nikolauskirche, seit 2003, ehemals Simeonkirche) hinzu.

### Islam
Es existiert auch eine DITIB-Moschee.

## Politik
Für die Wahl zur Bürgerschaft gehört Hamm zum Wahlkreis Hamburg-Mitte.
Bei den Bürgerschaftswahlen 2025, 2020, 2015, 2011, 2008, 2004, 2001, 1997, 1993, 1991, 1987 und 1986 kam es zu folgenden Ergebnissen:
| Wahljahr | SPD    | Grüne 1) | Linke 2) | CDU    | AfD    | FDP    | Übrige    |
| -------- | ------ | -------- | -------- | ------ | ------ | ------ | --------- |
| 2025     | 32,7 % | 20,6 %   | 16,1 %   | 12,2 % | 07,6 % | 01,7 % | 09,1 %    |
| 2020     | 35,6 % | 27,6 %   | 12,6 %   | 06,1 % | 06,0 % | 03,0 % | 09,1 %    |
| 2015     | 47,5 % | 12,7 %   | 11,3 %   | 10,3 % | 06,7 % | 04,7 % | 06,8 %    |
| 2011     | 50,3 % | 12,2 %   | 08,5 %   | 16,6 % | –      | 04,3 % | 08,1 %    |
| 2008     | 38,3 % | 09,2 %   | 07,8 %   | 37,1 % | –      | 04,1 % | 03,5 %    |
| 2004     | 34,6 % | 10,9 %   | –        | 42,0 % | –      | 02,7 % | 09,8 %    |
| 2001     | 41,5 % | 07,6 %   | 00,5 %   | 22,9 % | –      | 03,5 % | 24,0 % 3) |
| 1997     | 40,1 % | 12,5 %   | 00,6 %   | 27,2 % | –      | 02,3 % | 17,3 % 4) |
| 1993     | 44,7 % | 12,1 %   | –        | 21,8 % | –      | 02,8 % | 18,6 % 5) |
| 1991     | 52,9 % | 06,0 %   | –        | 32,8 % | –      | 03,6 % | 04,6 %    |
| 1987     | 49,1 % | 06,1 %   | –        | 38,9 % | –      | 04,8 % | 01,1 %    |
| 1986     | 45,4 % | 08,6 %   | –        | 40,8 % | –      | 04,0 % | 01,2 %    |

Die Wahl zur Bezirksversammlung Hamburg-Mitte 2024, bei denen der Stadtteil den gleichnamigen Wahlkreis bildet, brachte in Hamm folgendes Ergebnis:
- SPD: 27,7 % (+2,2)
- Grüne: 25,8 % (−9,1)
- CDU: 14,3 % (+2,7)
- Linke: 12,6 % (−0,7)
- AfD: 8,5 % (+1,6)
- Volt: 6,3 % (neu)
- FDP: 4,8 % (±0,0)
- Übrige: n. a. (−3,3)

Bei Bundestagswahlen zählt Hamm zum Bundestagswahlkreis Hamburg-Mitte.

## Kultur und Sehenswürdigkeiten

### Bauwerke

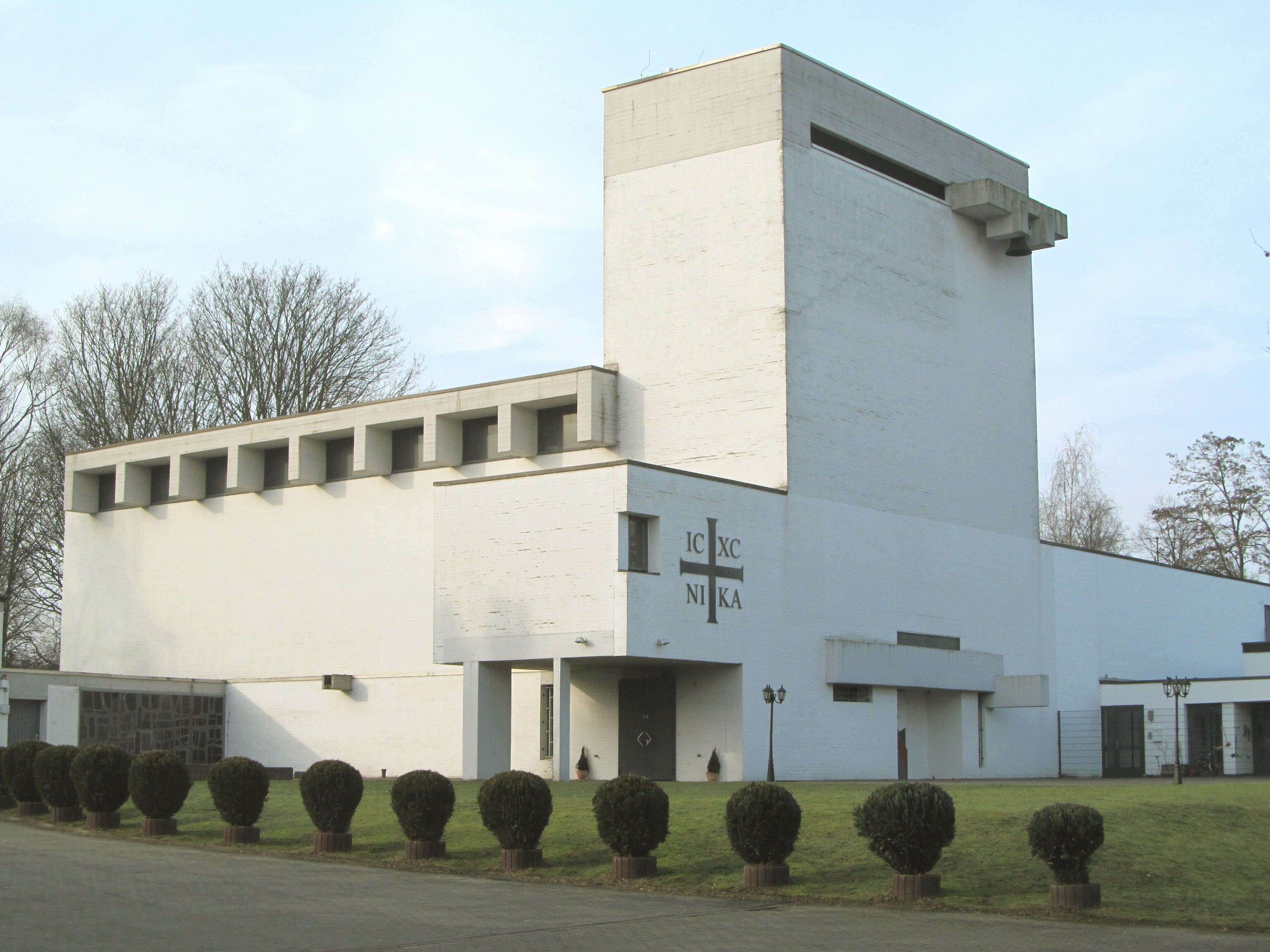
Ehemalige Simeonkirche, heute orthodoxe Nikolaos-Kirche (Friedhelm Grundmann, 1965)

Aufgrund der großflächigen Zerstörung im Zweiten Weltkrieg sind nur wenige historische Bauwerke im Stadtteil erhalten. Neben einigen wenigen Gründerzeitvillen im äußersten Nordwesten ist der Stadtteil daher vorwiegend durch die typischen roten Backsteinbauten der 1920er- bis 1950er-Jahre geprägt. Hervorstechend sind hier insbesondere die Schulbauten von Fritz Schumacher Osterbrook, Griesstraße sowie das ehemalige Mädchengymnasium in der Caspar-Voght-Straße, in dem heute das Ballettzentrum Hamburg von John Neumeier untergebracht ist (Kunst am Bau von Ervin Bossányi, Wandbild von Anita Rée). Aus der gleichen Zeit stammt das Gebäude des ehemaligen Kirchenpauer-Gymnasiums, benannt nach dem früheren Ersten Bürgermeister der Stadt, an der Ecke Sievekingsallee/Hammer Steindamm, das seit 1987 als Bildungszentrum für die Hamburger Steuerverwaltung (seit 2010: Norddeutsche Akademie für Finanzen und Steuerrecht) genutzt wird.
Das wohl bekannteste Wahrzeichen Hamms ist die 1956/57 neu erbaute Dreifaltigkeitskirche von Reinhard Riemerschmid mit ihrem charakteristischen Turm. Ein weiterer wichtiger Kirchenbau dieser Zeit ist die 1958 von Helmut Lubowski errichtete Christuskirche in der Carl-Petersen-Straße/Ecke Sievekingdamm. Unmittelbar neben der evangelisch-lutherischen Dreifaltigkeitskirche befindet sich die römisch-katholische Herz-Jesu-Kirche. Ebenfalls in Hamm-Nord steht die griechisch-orthodoxe Kirche des heiligen Nikolaus, die frühere evangelische Simeonkirche. Weitere evangelische Kirchen sind die Pauluskirche in Hamm-Nord, die Wichernkirche in Hamm-Mitte und die Dankeskirche in Hamm-Süd.

### Parks

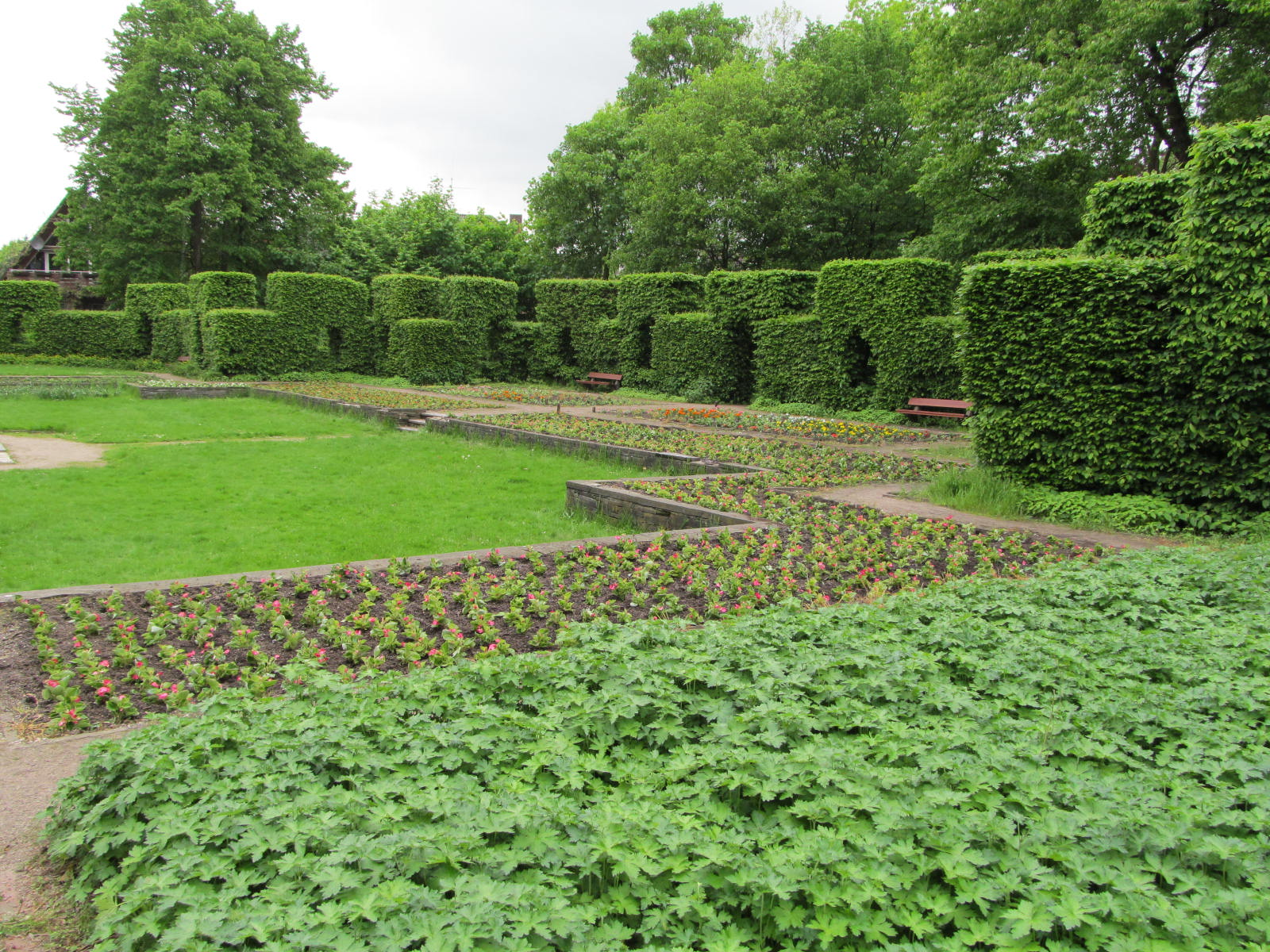
Hammer Park

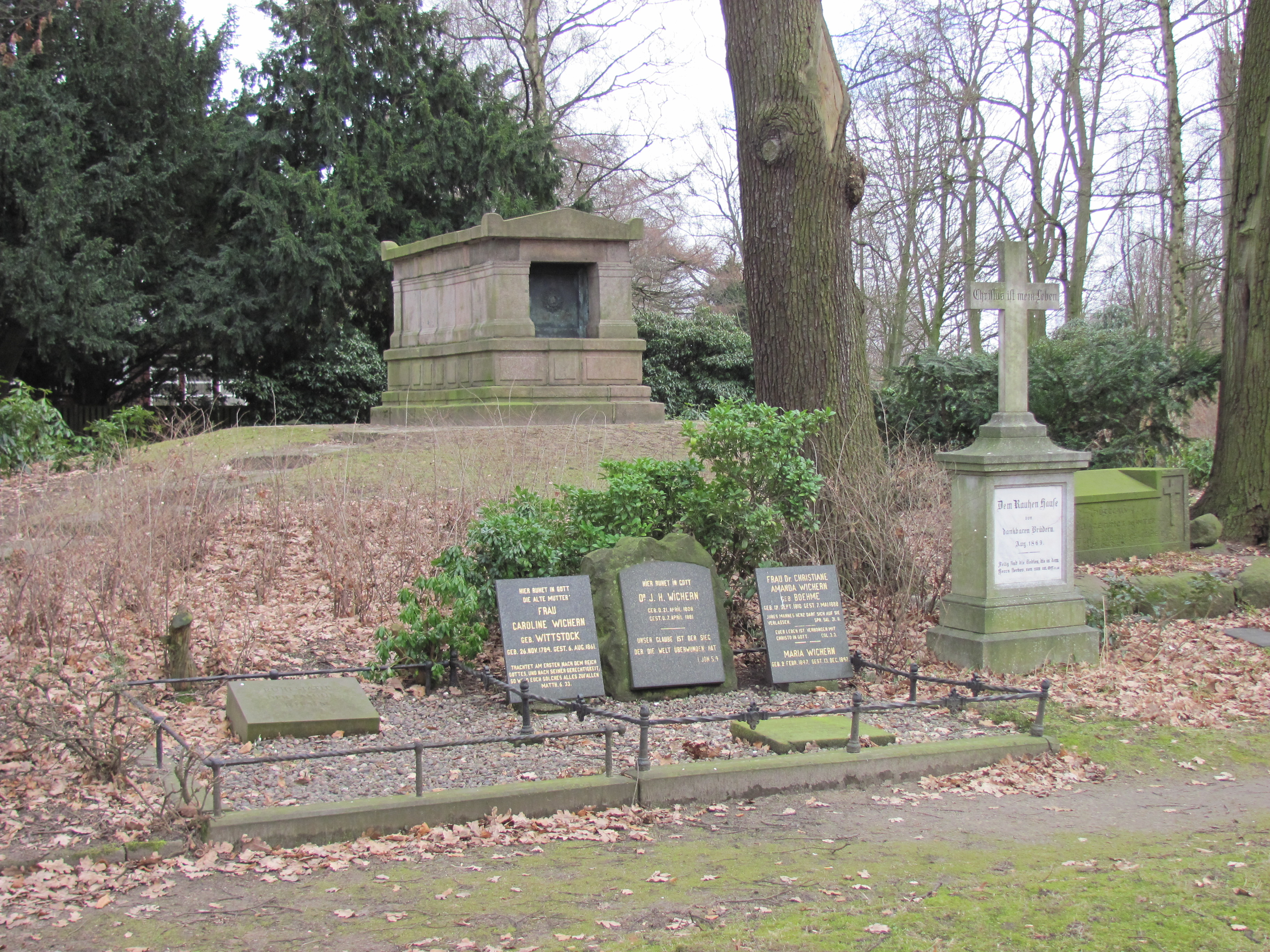
Alter Hammer Friedhof

Mit dem von Otto Linne umgestalteten Hammer Park, der auf einen über 200 Jahre alten Landschaftsgarten der Familien Chapeaurouge und Sieveking zurückgeht, beheimatet Hamm eine der größten und ältesten Parkanlagen Hamburgs. Zum Park gehören ein Sportstadion, ein Kinderspielplatz, eine Rodelbahn, ein Planschbecken, mehrere Blumen- sowie Kräutergärten sowie ein Minigolfplatz.
Hinter der nach Kriegszerstörung neu erbauten Dreifaltigkeitskirche befindet sich der unter Denkmalschutz stehende historische Hammer Friedhof mit zahlreichen historisch bedeutsamen Gräbern, darunter Amandus Abendroth, Elise Averdieck und Johann Hinrich Wichern, der Gründer des Rauhen Hauses im benachbarten Hamburg-Horn. Daneben befindet sich auf dem Gelände das älteste Mausoleum Hamburgs, das Sieveking-Mausoleum, entworfen von dem Architekten Alexis de Chateauneuf. Es ist die Beisetzungstätte der Familien Sieveking und Chapeaurouge, darunter der Erbauer Karl Sieveking und dessen Cousine Amalie Sieveking. Mehrere Mahnmale erinnern an die Opfer des Ersten und Zweiten Weltkrieges sowie an jene des Belagerungswinters 1813/14, als zahlreiche aus ihren Häusern vertriebene Einwohner Hamms in Erdlöchern und Grabgewölben hausten und dabei umkamen.
Am Westrand zu Borgfelde befindet sich der Thörls Park, auf dessen Gelände früher eine der bedeutendsten Kaufmannsvillen Hamms stand.

### Bunkermuseum
In einem unterirdischen Luftschutzbunker aus dem Zweiten Weltkrieg betreibt das Stadtteilarchiv Hamm seit 1997 ein Bunkermuseum. Der vollständig erhaltene Röhrenbunker im Garten der Wichernkirche wurde 1940/41 erbaut und besteht aus einem Eingangsbauwerk mit Treppe und Gasschleuse, einem Notausgangsbauwerk sowie vier Betonröhren. Die Sohle liegt etwa fünf Meter unter der Erde, die Röhren sind jeweils 17 Meter lang, zwei Meter breit und weisen eine lichte Höhe von 2,25 Meter auf. Jede der Röhren war für etwa 50 Personen vorgesehen, sie boten Raum für insgesamt 200 Menschen. Trockentoiletten, Beheizung und Beleuchtung sowie eine handbetriebene Lüftungsmaschine waren vorgesehen. Es sind Wandbeschriftungen im Innern erhalten, außerdem werden neben Ausstattungsgegenständen auch Dokumente zum Thema Luftschutz und Luftkrieg ausgestellt. Gezeigt werden außerdem Berichte von Zeitzeugen, die die Luftangriffe auf Hamburg-Hamm 1943 miterlebt haben. Der Röhrenbunker wird vom Stadtteilarchiv Hamm betreut und ist seit Oktober 2002 in die Hamburger Denkmalliste eingetragen.

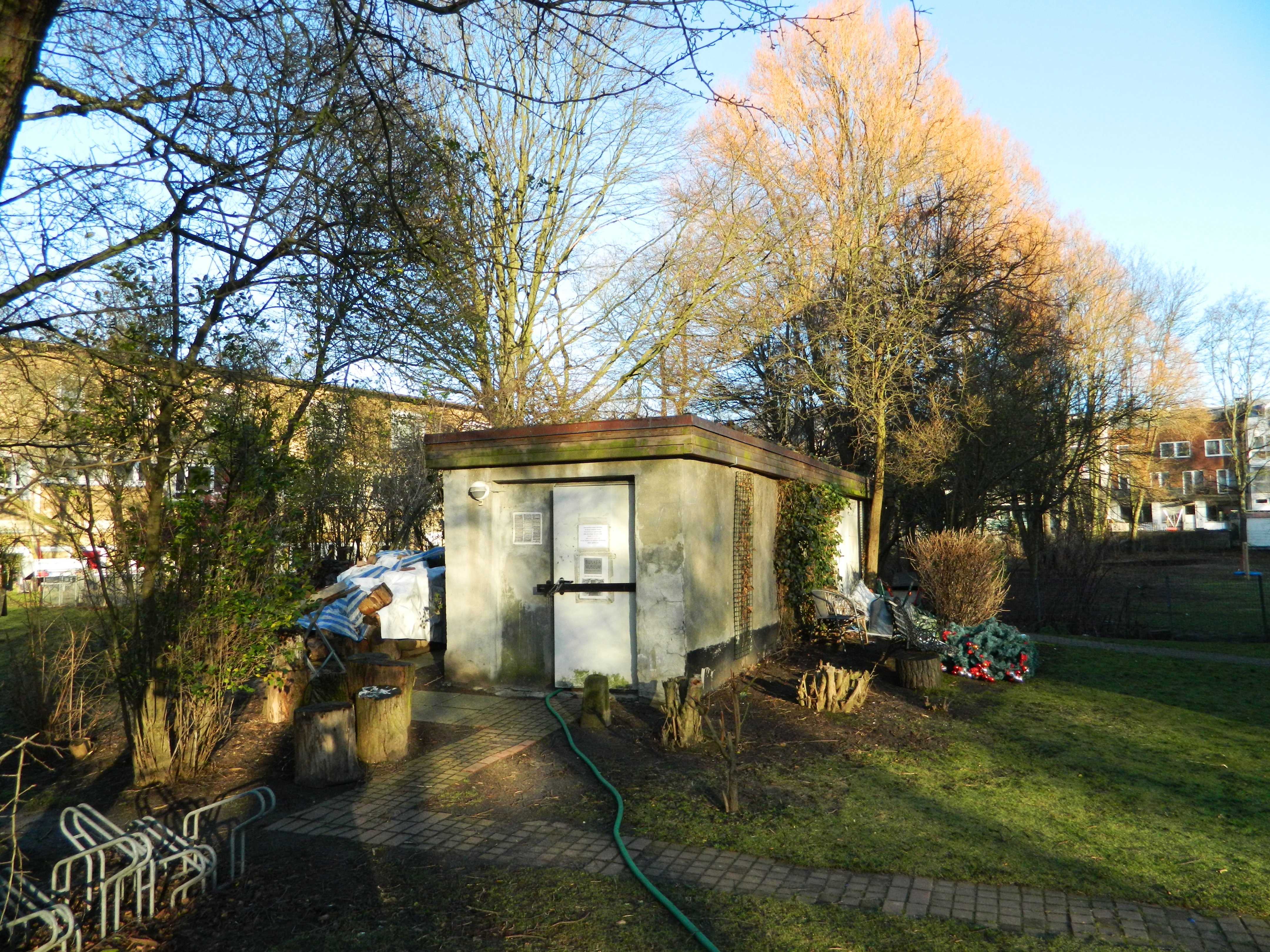
Zugangsbauwerk im Wichernkirchhof
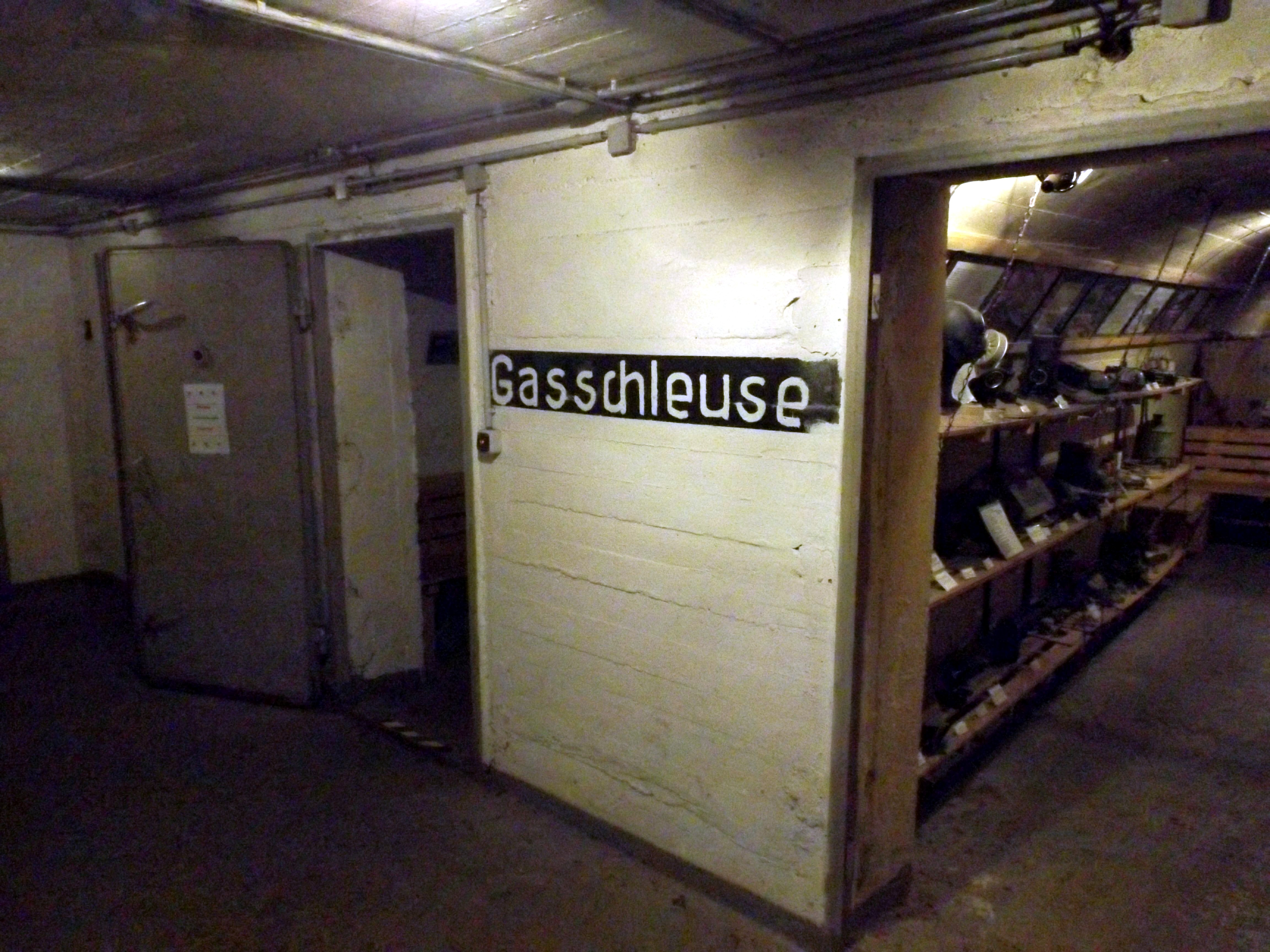
Vorraum/Gasschleuse
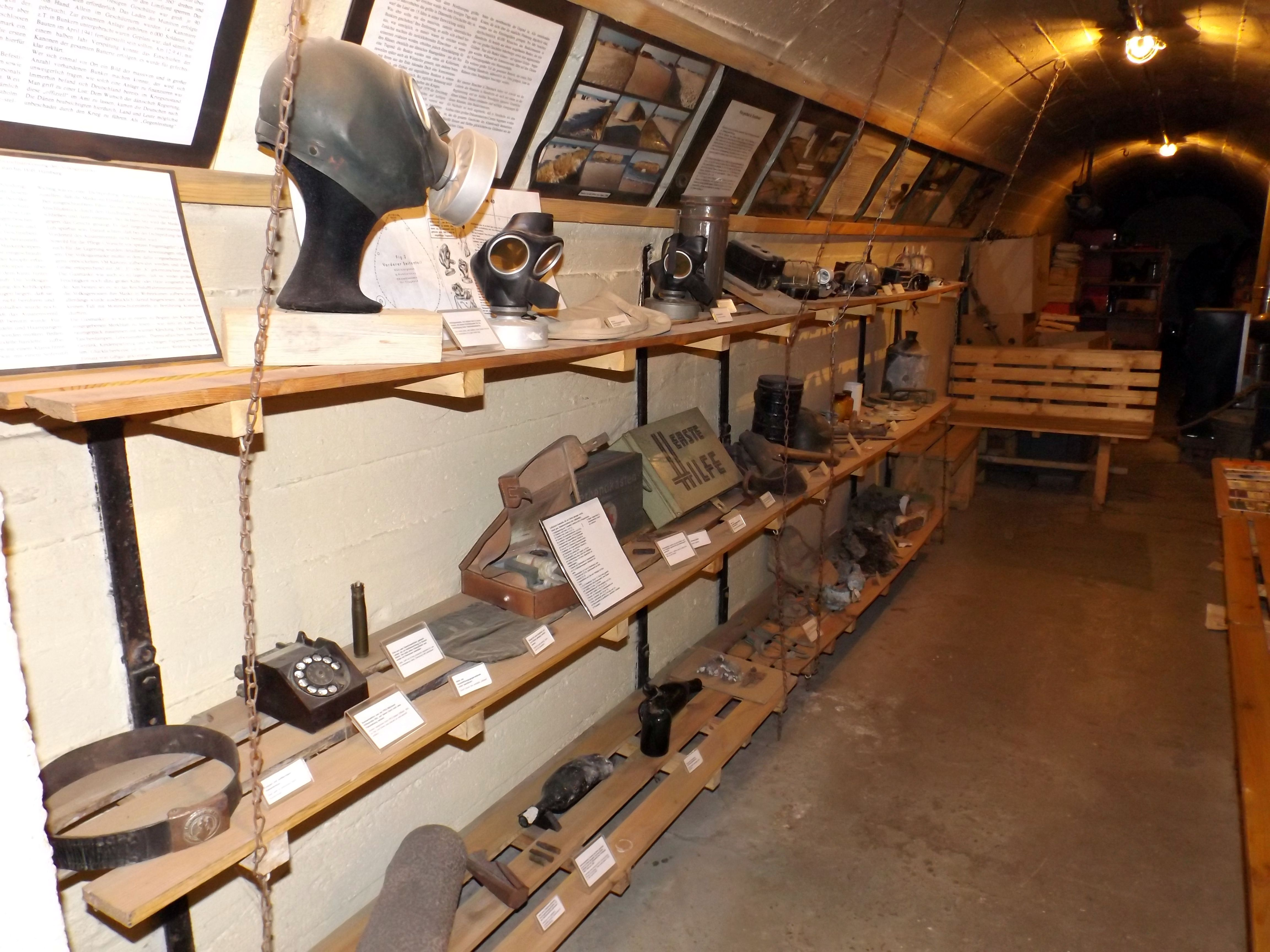
Ausstellungsstücke in einer der Röhren
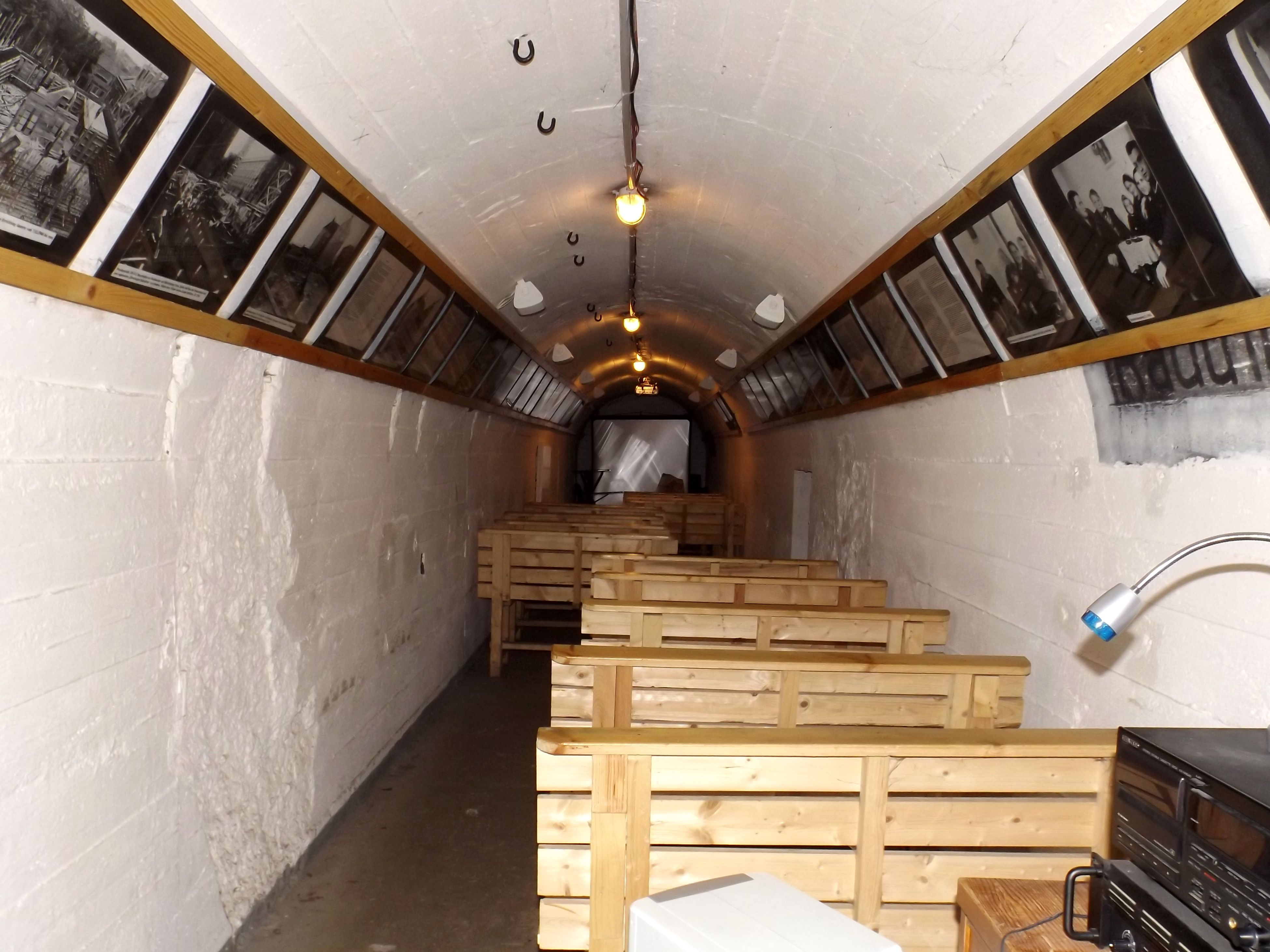
Vorführraum für Filme

### Kulturelle Einrichtungen

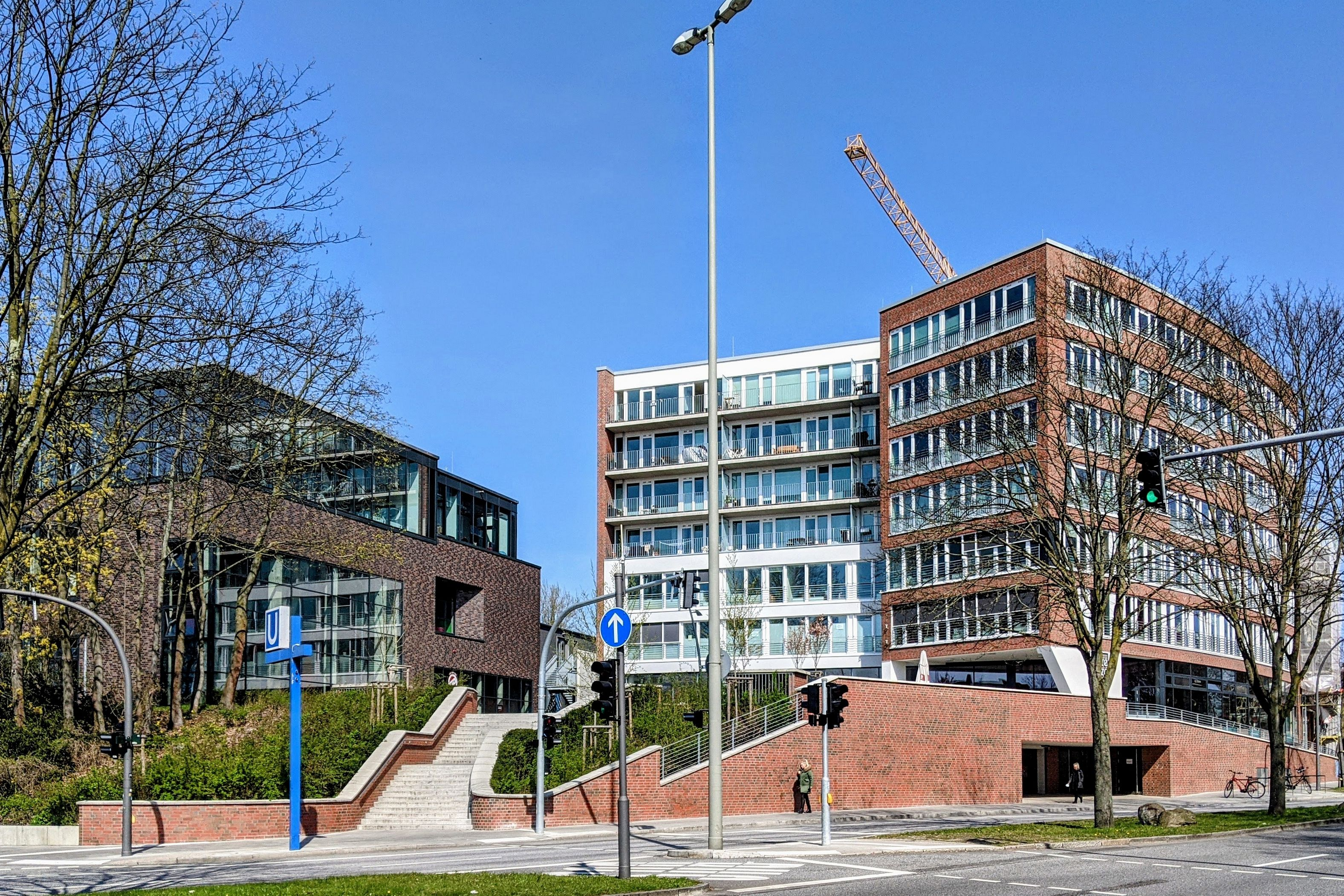
Sport- und Kulturzentrum Sievekingdamm (April 2021)

Oberhalb des U-Bahnhofs Burgstraße entsteht derzeit das neue Stadtteilzentrum Hamm, in dem neben dem Sportverein HT16 auch mehrere Kulturinstitutionen einziehen sollen, darunter das bisher in Borgfelde angesiedelte Off-Theater Sprechwerk sowie das Stadtteilarchiv und der Kulturladen Hamm. Der Kulturladen bietet politische Diskussionsrunden, bunte Nachmittage auf plattdeutsch, Kabarett-Vorstellungen, Kindertheater, Kursangebote von Töpfern über Yoga, Computer für Senioren bis zu Nachhilfeunterricht für Schüler. Jeweils einmal im Jahr finden ein großer Flohmarkt und ein Kinderfest im Hammer Park statt. Das Stadtteilarchiv umfasst 30.000 historische Gebäudefotos, nach Straßen und Hausnummern sortiert, vielfach mit Bildersätzen („Vor dem Feuersturm des Bombenkriegs /kriegszerstörter Zustand /Wiederaufbau /heute“); darüber hinaus werden regelmäßig Vorträge, Stadtteilrundgänge und historische Barkassenfahrten angeboten.
Die Fabrik der Künste im Kreuzbrook bietet klassische und experimentelle Kunst sowie Räumlichkeiten für andere Veranstaltungen.

### Sport

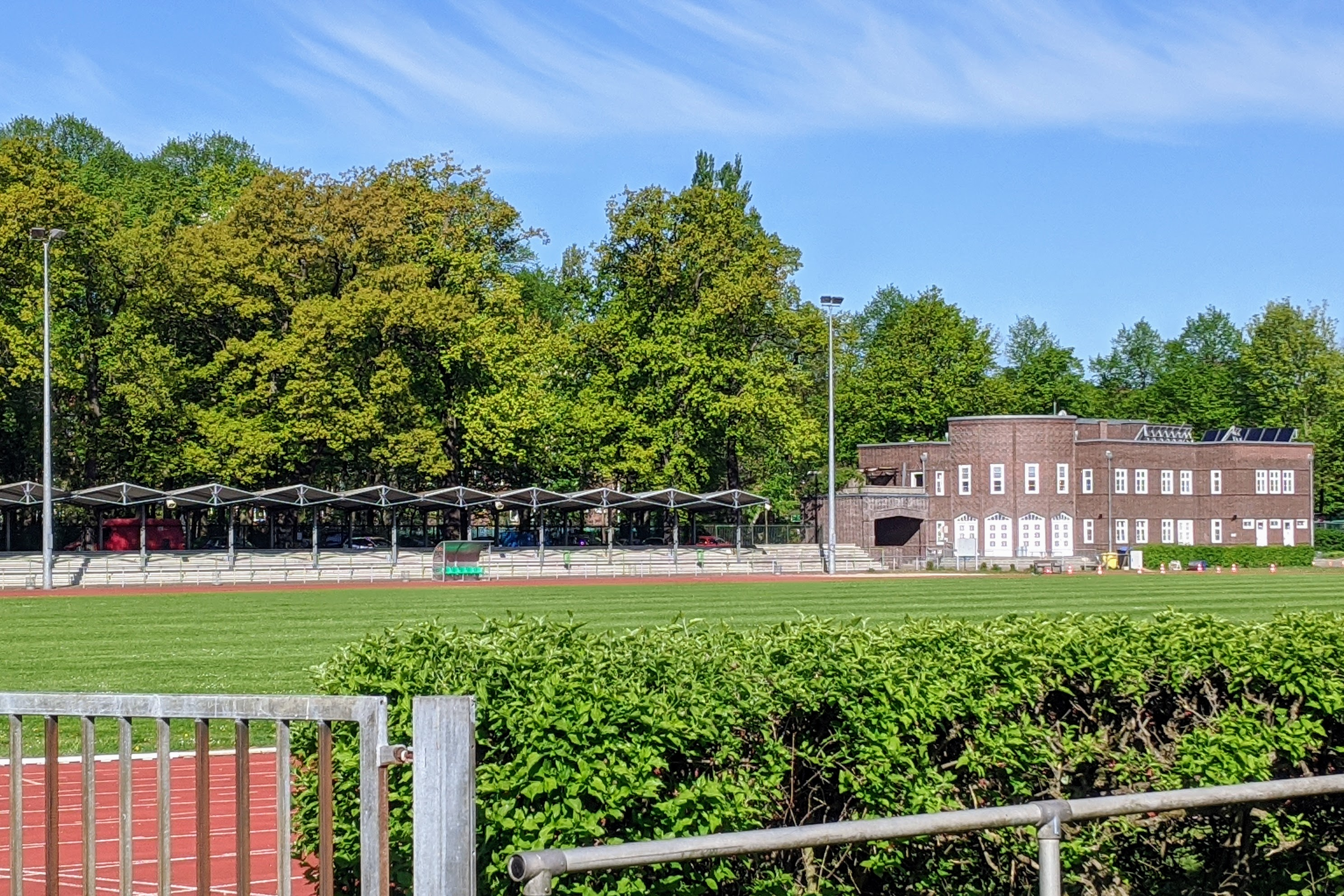
Hammer-Park-Stadion

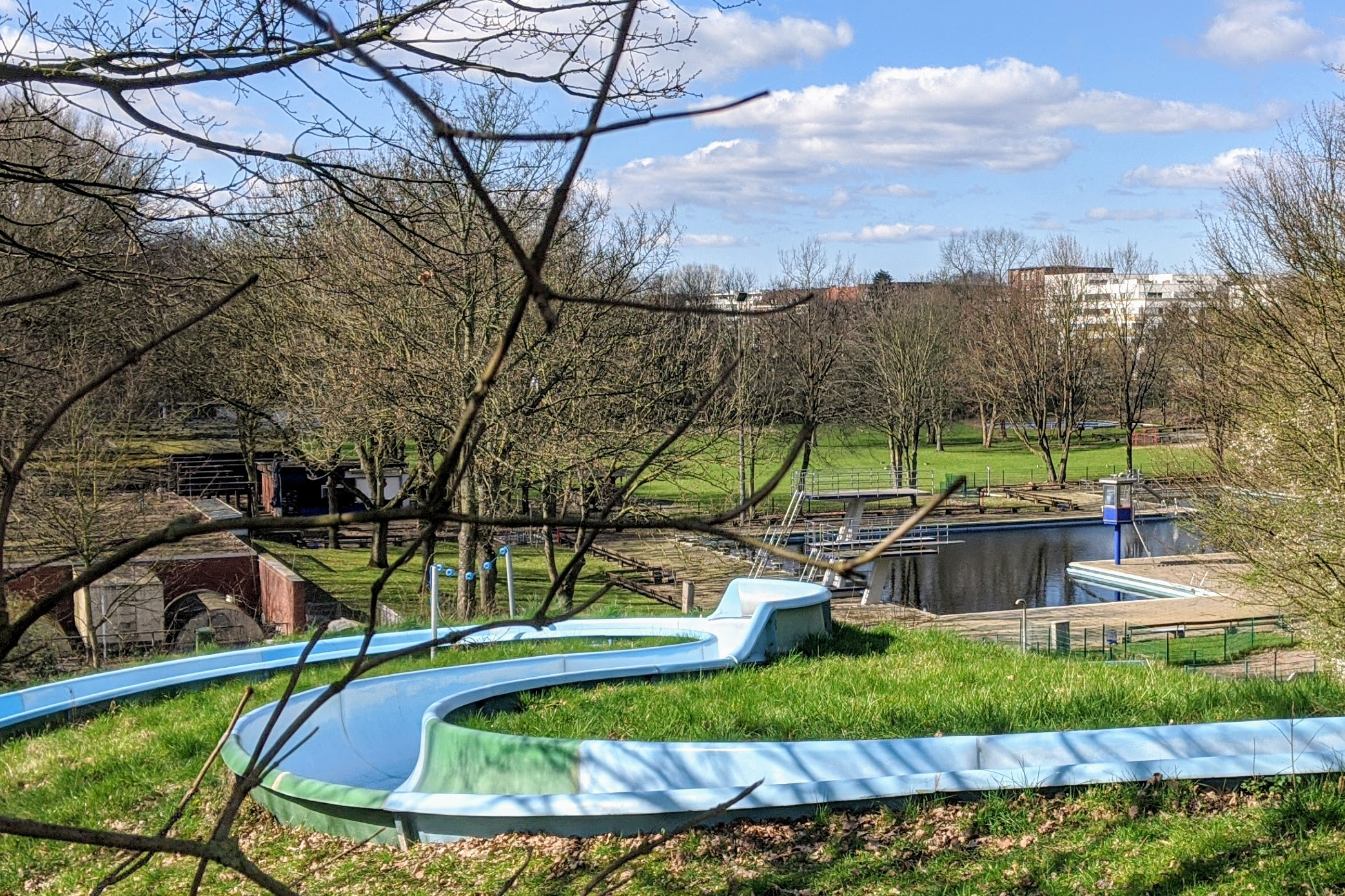
Das 2020 geschlossene Aschbergbad hatte die längste Außenwasserrutsche der Stadt.

In Hamm sind mehrere traditionsreiche Sportvereine ansässig, darunter die Hamburger Turnerschaft von 1816 (HT16), nach eigener Aussage der „älteste Turn- und Sportverein der Welt“, sowie der Hammerdeicher Ruderverein von 1893, der mit dem mehrfachen Weltmeister und Olympiazweiten Peter-Michael Kolbe einen der erfolgreichsten deutschen Ruderer hervorgebracht hat. Der ebenfalls in Hamm ansässige SV St. Georg von 1895 genoss in früheren Jahren vor allem für seine Leichtathletikabteilung sowie seine Stadionfeste im Hammer Park überregionale Bekanntheit. Vereinsheim und Tennisanlage befinden sich noch heute in unmittelbarer Nachbarschaft des Parks.
Zu den alten Sportvereinen zählt auch der Sport-Club Hamm von 1902 e. V. Die Geschichte des SC Hamm 02 beginnt genau genommen schon im 19. Jahrhundert. Der SC Hamm 02 entstand aus der Verbindung von „Freie Sportvereinigung Hamm von 1896“ und der Abteilung Hamm der „Freien Turnerschaft Eilbek – Hamm“. Am 30. April 1902 gründeten einige Turnfreunde „Die Freie Turnerschaft von Hamm und Umgegend“. Aus diesen Verbindungen hat sich der heutige „SC Hamm 02“ entwickelt. Die Vereine gehörten der 1893 in Leipzig gegründeten Arbeiter-Sport-Bewegung an. Geturnt wurde damals in den Clubräumen der umliegenden Gaststätten. Als Arbeiterverein war der „SC Hamm 02“ lange Zeit von den damals Regierenden nicht gut angesehen. Im Gegensatz zu den bürgerlichen Sportvereinen gab es keinerlei staatliche Unterstützung. Der Verein durfte keine öffentlichen Sporthallen nutzen. Die Schulturnhallen wurden den Arbeitervereinen damals nicht zur Verfügung gestellt. Der SC Hamm 02 ist seit seiner Gründung in Hamm-Süd im Osterbrook-Viertel östlich der Schule Osterbrook ansässig.
Vergleichsweise jung ist hingegen der Fußball-Club Hamm United, dem nach seiner Gründung 2005 in nur wenigen Jahren der Aufstieg bis in die Oberliga gelang. Seine Heimspiele bestreitet der Verein im Hammer-Park-Stadion.
Auf der Bille im Süden Hamms wird Wassersport getrieben, vor allem gerudert, Kanu und Kajak gefahren. An der Braunen Brücke liegt ein kleiner Jacht- und Motorboothafen, in dem der Norddeutsche Sportboot Club ansässig ist. Auf der gegenüberliegenden Billerhuder Insel (Rothenburgsort) ist der Biller Ruder Club v. 1883 r. V. zu Hause, der 1883 als Arbeiter-Ruderverein Theodor von der Bille gegründet wurde und ebenfalls zu den ältesten Sportvereinen am Ort zählt.
Ebenfalls in Hamm-Süd liegt der Trainingsplatz des Polizeihundesportvereins Bille von 1925 e. V. sowie das Aschbergbad, ein Freibad der kommunalen Bäderland Hamburg mit der längsten Außenwasserrutsche der Stadt (110 Meter).

## Wirtschaft und Infrastruktur

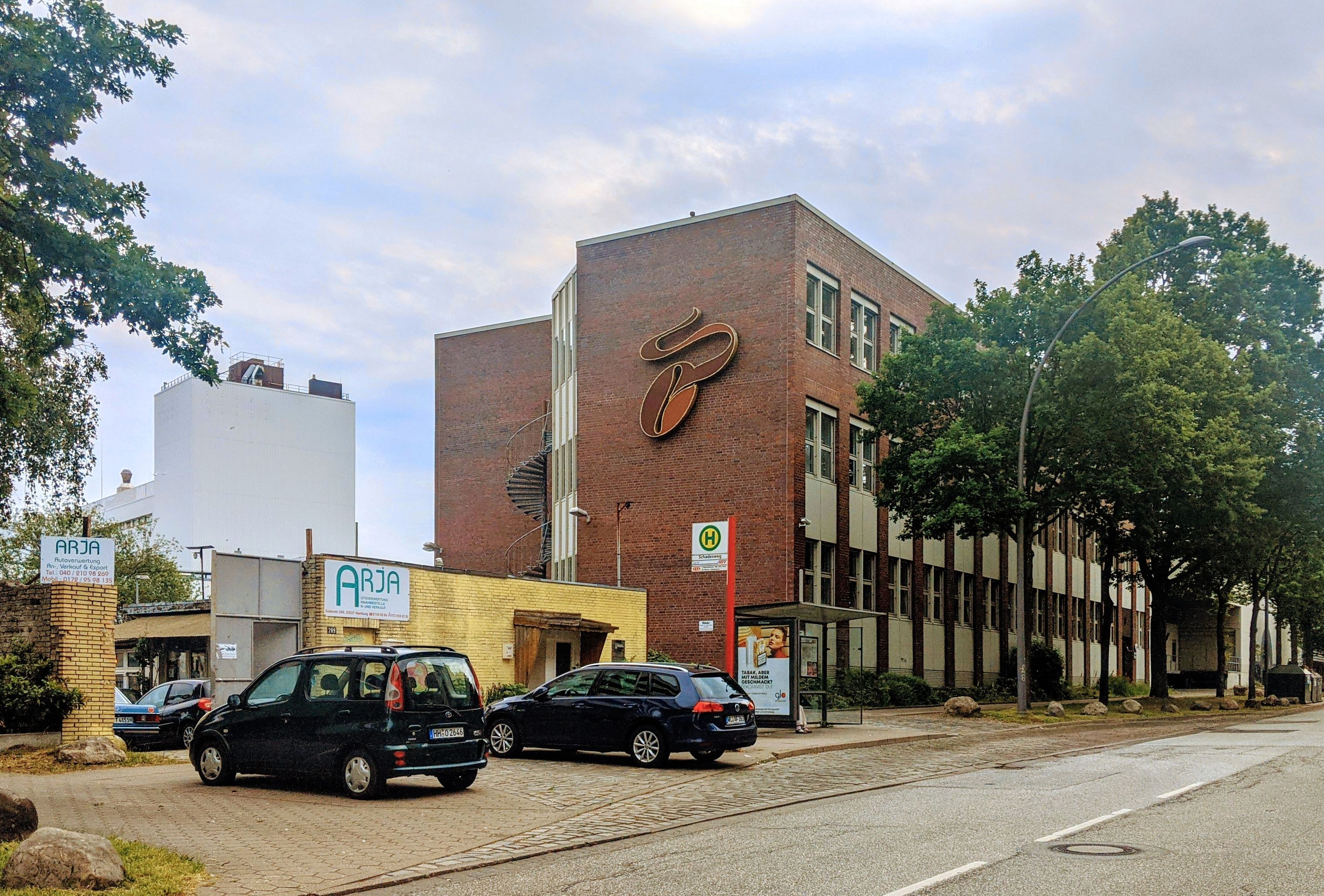
In der Tchibo-Rösterei in der Süderstraße werden jährlich rund 60.000 Tonnen Kaffee verarbeitet.

Im Norden haben sich kleine Geschäfte, Restaurants und Cafés hauptsächlich rund um den Hammer Park, in der Carl-Petersen-Straße sowie am Hasselbrook angesiedelt.
In der Mitte von Hamm befinden sich in Nähe der U-Bahn-Station Rauhes Haus mehrere Lebensmittelgeschäfte, Drogeriemärkte, (Fach)-Arztpraxen, zwei Apotheken. Daneben ein gutes Dutzend kleinerer Geschäfte und Kioske, Kneipen und Cafés. Auch ein nur für weibliche Kundschaft geöffnetes Fitnesscenter ist dort zu finden. Ebenfalls ansässig sind mehrere kleinere und größere Hotels.
Im Süden des Stadtteils befinden sich einige Industrieanlagen, etwa für Papier-Recycling, zahlreiche Lagerhallen, Internetdienstleister und Speditionen. Eine Reihe von Auto- und Motorboothändlern sind ebenfalls hier ansässig. An der Süderstraße liegt die Kaffeerösterei der Tchibo GmbH, eine der größten und modernsten Röstereien Europas, in der jährlich rund 60.000 Tonnen Rohkaffee verarbeitet werden. Das 2006 fertiggestellte Gewerbegebäude Störtebeker-Haus fällt durch seine historisierende Fassade auf.
Stadtweit bekannt ist das Tierheim am Ende der Süderstraße (40.000 Quadratmeter, 80 Pfleger), wo pro Jahr etwa 11.000 herrenlose und ausgesetzte Haustiere aufgenommen und an neue Eigentümer vermittelt werden. Das Tierheim gehört dem Hamburger Tierschutzverein von 1841 und ist die einzige amtliche Annahmestelle für herrenlose Tiere in Hamburg. Der Betrieb kostet mehr als fünf Millionen Euro jährlich und wird von der Stadt mit etwa einer Million Euro gefördert.
Besonders abends befindet sich in der Süderstraße ein Straßenstrich, der jedoch deutlichen Abstand zum Wohngebiet hält und sich auf den Straßenabschnitt im Gewerbegebiet zwischen Ausschläger Weg und Borstelmannsweg beschränkt.

### Ansässige Unternehmen

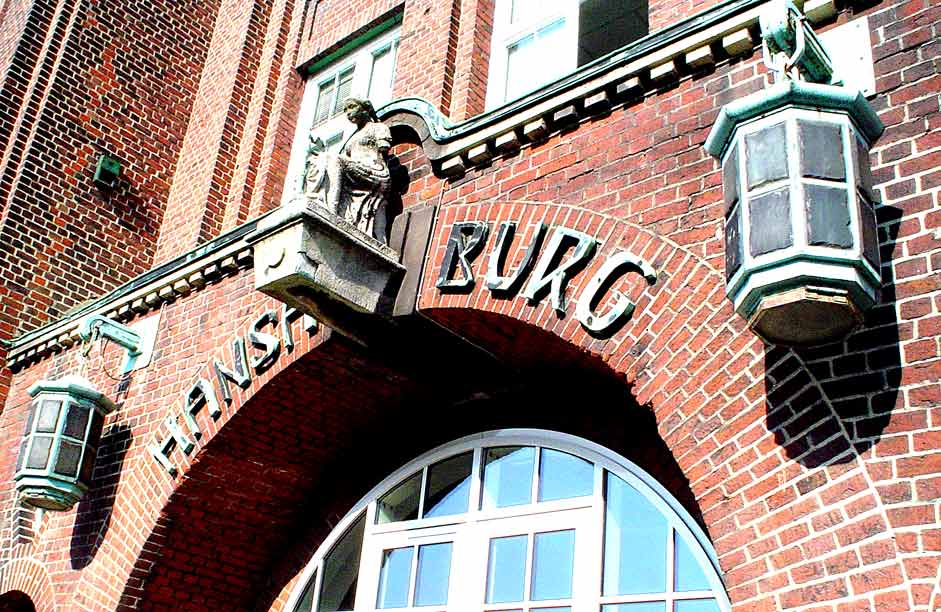
Die Hansaburg

Eines der wichtigsten Unternehmen von Hamm-Süd ist die bereits erwähnte Kaffeerösterei der Tchibo GmbH. Daneben gibt es zahlreiche Speditionen, wie die Hoyer GmbH und die Konrad Zippel GmbH. In der Wendenstraße hat die Weiterbildungseinrichtung Stiftung Berufliche Bildung (SBB) ihren Sitz. Sie residiert hinter der historischen Backsteinfassade der Hansaburg (erbaut 1913–1915), der ehemaligen Papierfabrik Lehmann und Hildebrandt. Neben der Schule Osterbrook ist die Hansaburg eines der wenigen Gebäude in Hamm-Süd, das zumindest teilweise den Feuersturm von 1943 überstanden hat.

### Verkehr

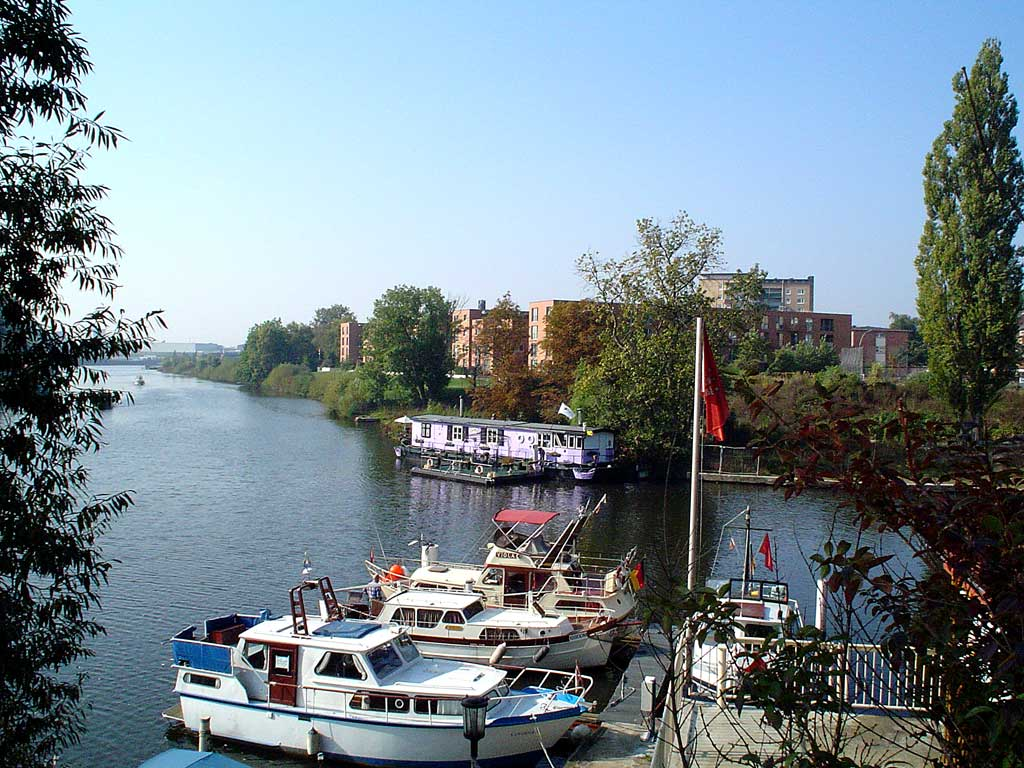
Im kleinen Bille-Hafen an der Braunen Brücke liegen neben zahlreichen Motorbooten auch Hausboote.

Durch Hamm verlaufen in west-östlicher Richtung mehrere Hauptverkehrsachsen, darunter die Bundesstraße 5 (Eiffestraße) in Richtung Berlin sowie die Sievekingsallee, die als Zubringer zur Bundesautobahn 24 (Anschlussstelle Hamburg-Horn) zu den meistbefahrenen Straßen Hamburgs zählt. Für den Schienengüterverkehr bedeutend ist die Güterumgehungsbahn, die entlang der Ostgrenze des Stadtteils verläuft. Parallel zur Strecke der U2/U4 verläuft die Hammer Landstraße, die weiter nach Billstedt und Bergedorf führt und auf einen mittelalterlichen Heerweg zurückgeht. Sie war vor dem Ausbau der Eiffestraße nach Bergedorf (diese endete früher vor dem Bahndamm der Güterumgehungsbahn an der Schurzallee-Nord) Haupteinfallstraße für den aus Osten kommenden Verkehr.
An den öffentlichen Personennahverkehr (ÖPNV) innerhalb des Hamburger Verkehrsverbundes (HVV) ist Hamm durch die S-Bahn-Stationen Landwehr und Hasselbrook der S-Bahn-Linie S1 sowie die U-Bahn-Stationen Burgstraße, Hammer Kirche und Rauhes Haus der Linien U2 und U4 angebunden. In Hamm verkehren tagsüber die HHA-Stadtbuslinie 116 (Rentenversicherung → Wandsbek Markt → Billstedt) und die VHH-XpressBus-Linie X80 (Innenstadt – Bergedorf – Geesthacht – Lauenburg), die Linie 112, die den Süden des Stadtteils mit der Innenstadt verbindet, sowie die Linie 261 (Berliner Tor → Horn → Wandsbek → Barmbek). Ab dem U-Bahnhof Burgstraße verkehrt tagsüber die Linie 130 Richtung Billstedt über die Braune Brücke (Ecke Süderstraße/Diagonalstraße) und Rothenburgsort. Die Quartierslinie 530 (Lübecker Straße → Rothenburgsort → Mittlerer Landweg) durchquert den Stadtteil in nord-südlicher Richtung. Nachts verkehren die VHH-Nachtbuslinien 609 (Bahnhof Altona → Bergedorf, Speckenweg) durch den Sievekingdamm und 610 (Holstenstraße → Bf. Bergedorf) über die Hammer Landstraße. Auch die HHA-Metrobuslinie 25 (Altona → Winterhude → Hammerbrook) berührt Hamm.

### Öffentliche Einrichtungen
- Haus der Jugend am Hammer Park
- Polizeikommissariat 41
- Hamburger Tierschutzverein von 1841 in der Süderstraße 399
- Stadtteilinitiative Hamm[30]

### Bildung

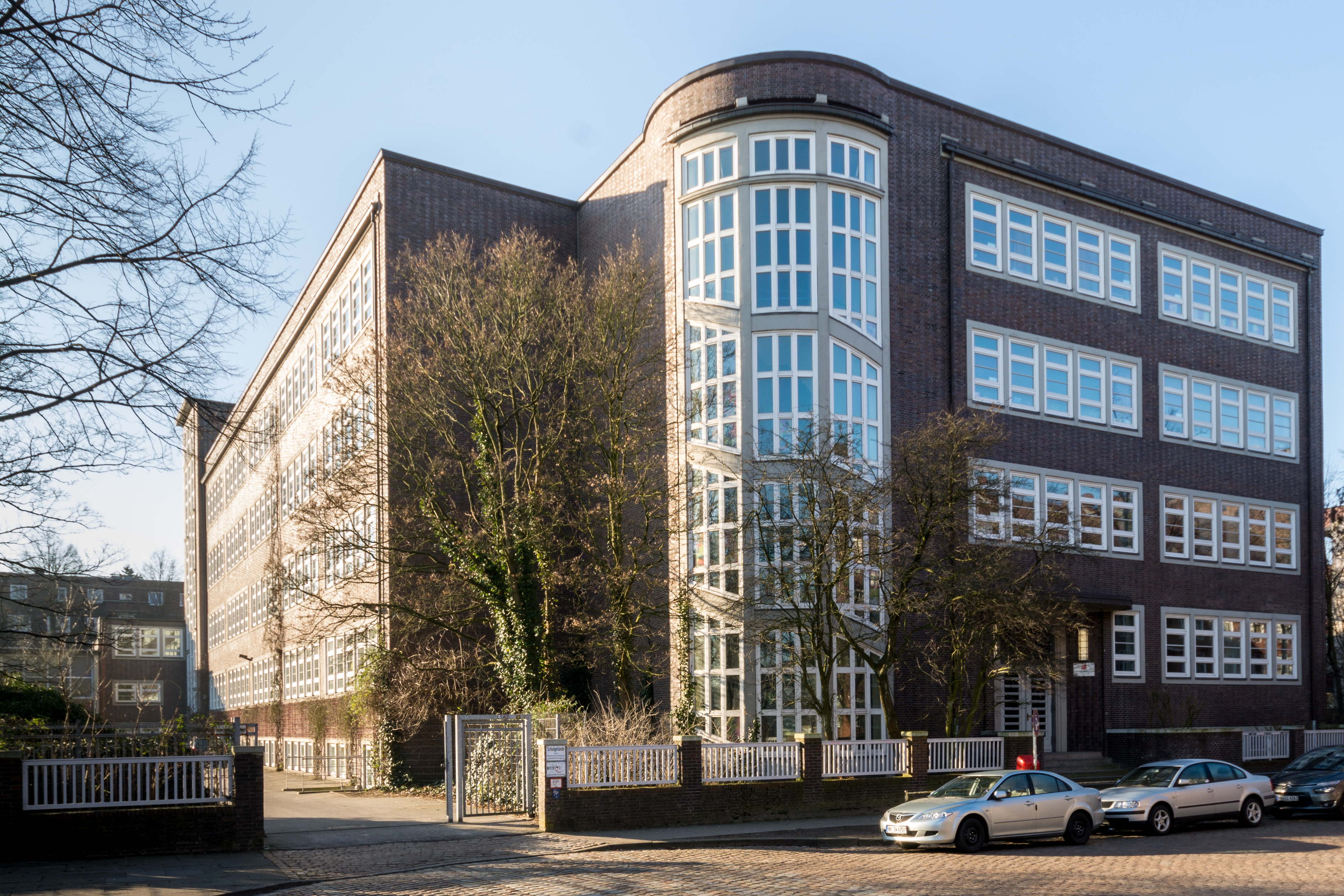
Stadtteilschule Hamburg-Mitte, Standort Marienthaler Straße

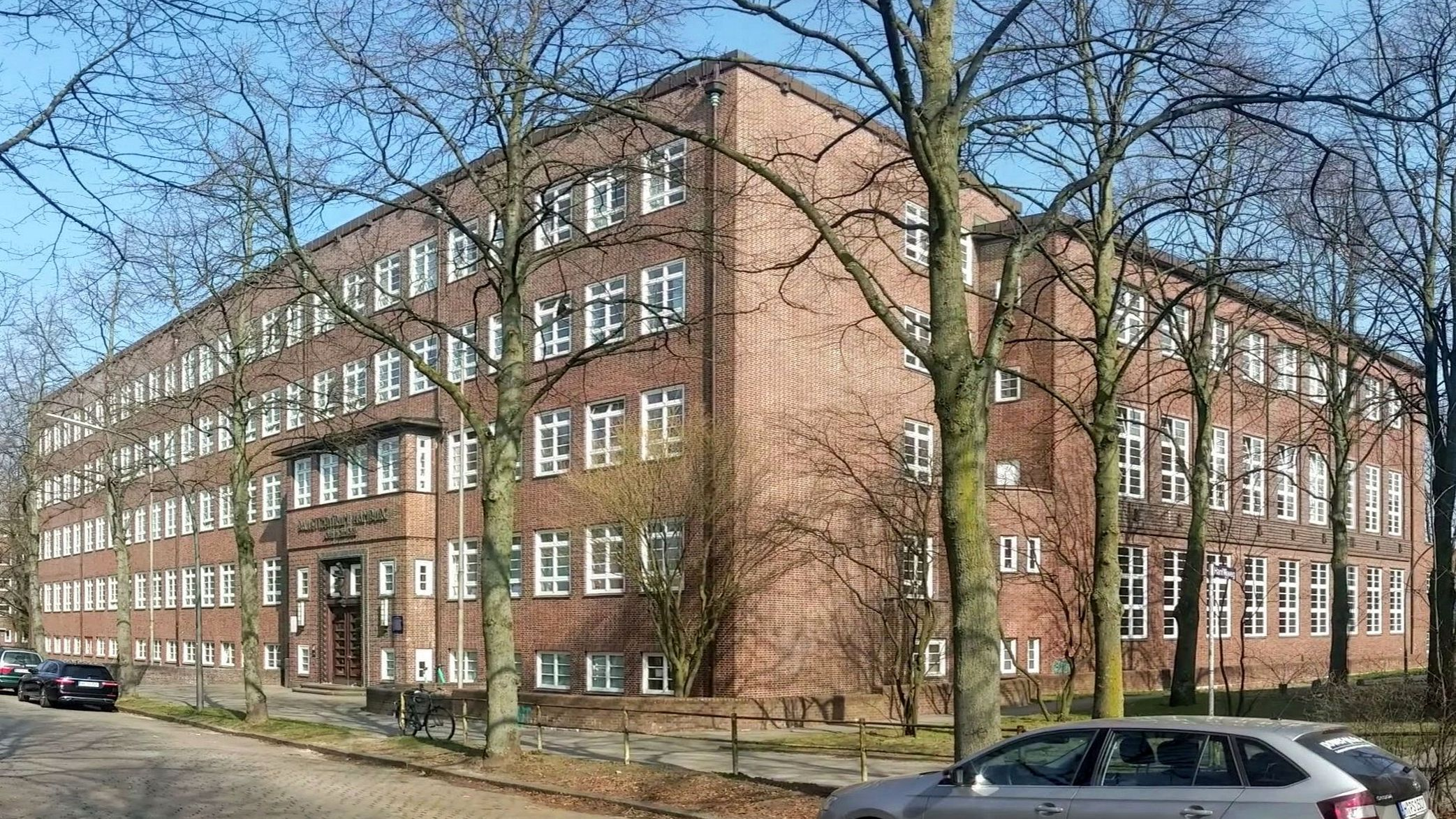
Ehemalige Oberrealschule Caspar-Voght-Straße, jetzt Ballettschule des Hamburg Ballett

Hamm besitzt vier Grundschulen, davon zwei in staatlicher und zwei in freier Trägerschaft, sowie zwei weiterführende Schulen:
- Grundschule Hohe Landwehr
- Ganztagsgrundschule Osterbrook
- Evangelische Paulus-Grundschule Quellenweg
- Katholische Schule Hammer-Kirche (Grundschule)
- Stadtteilschule Hamburg-Mitte, Standort Griesstraße/Marienthaler Straße
- Louise-Weiss-Gymnasium (bis Juli 2020 Gymnasium Hamm)
- Förderschule Pröbenweg

Berufliche Bildungseinrichtungen:
- Berufliche Schule Fahrzeugtechnik (BS16, ehem. G9)
- Stiftung Berufliche Bildung (SBB)[31]
- Bildungszentrum für Gesundheitsberufe der Asklepios Kliniken Hamburg[32]
- Norddeutsche Akademie für Finanzen und Steuerrecht
- Ballettschule des Hamburg Ballett